# 후쿠자와 유키치
후쿠자와 유키치(일본어: 福澤諭吉, 1835년 1월 10일~1901년 2월 3일)는 일본 개화기의 계몽사상가, 교육가, 저술가이다. 1860년대부터 개항과 개화를 주장하고 자유주의, 공리주의적인 가치관을 확립, 막부 철폐와 구습 타파 등을 주장하고, 부국강병론과 국가 중심의 평등론을 역설하였다. 1868년 도쿠가와 막부 가문의 지배를 종식시키고 메이지 유신을 세우는데 영향을 미쳤다. 게이오기주쿠(게이오기주쿠 대학)과 지지신보(산케이신문의 전신)의 창설자이다.
후쿠자와는 소년 시절 학문에 뜻을 두고 봉건적이고 계급적 질서의 근거로 비판받았던 한학 등에 반발하여 나가사키와 오사카에서 난학(네덜란드학) 공부에 몰두하였다. 20대 중반에 도쿄에 가서 당시 세계의 중심이 네덜란드가 아니라 영국·미국 등 영어권이라는 사실에 놀라 학문의 방향을 영학(英學)으로 바꾸었다.
1858년 도쿄의 에도에 네덜란드어 어학교인 난학숙(蘭學塾)을 열고, 1860년 네덜란드 선박 함장의 수행원으로 미국에 건너간 뒤 막부의 구미지역 견외사절단으로 프랑스, 영국, 독일, 아프리카 등을 방문하고 귀국, 자신의 견문을 알리고 개항을 주장하였다. 메이지 유신 기간 중 메이지 황제의 입각 제의를 사양하고 학문 연구와 계몽 사상 교육, 토론 교육과 언론 활동 등 정부 밖에서 메이지 유신의 이론적 토대와 개화 청년 양성에 주력하였다. 서구사상과 문물의 일본 도입을 위해 앞장섰고 그가 평소 강조한 것처럼 재야에서 일본의 힘과 독립을 증진시키는 데 기여했다. 그는 근대 일본에 복식부기 개념과 보험을 최초로 소개한 인물이기도 하다.
1984년~2004년의 일본은행권 D호 1만 엔권, 2004년부터의 E호 1만 엔권에 초상화가 쓰여 ‘유키치’라는 말이 1만 엔권의 대명사로 쓰이기도 한다. 게이오기주쿠를 설립하여 법인소속의 대학이하 학교에서는 경의를 표하여 ‘후쿠자와 선생님’이라고 부르고, 다른 교수나 교원에게는 선생님이라는 칭호를 쓰지 않는다. 또한 조선 개화기의 사상가 김옥균, 박영효, 홍영식, 유길준, 윤치호, 서재필, 서광범의 스승이자 한국 개화당에 영향을 준 인물로도 알려져 있다. 오사카에서 태어나고 도쿄에서 사망하였다. 외삼촌 나카무라 쓰히로의 양자였으므로 나카무라 유키치(中村諭吉)로도 알려져 있다. 호는 삼십일곡인(三十一谷人 산주잇코쿠진[*])이고, 자는 자위(子囲), 시호는 “범”(範)으로 범공(範公)이다.

## 생애

### 젊은 시절

#### 출생과 가계

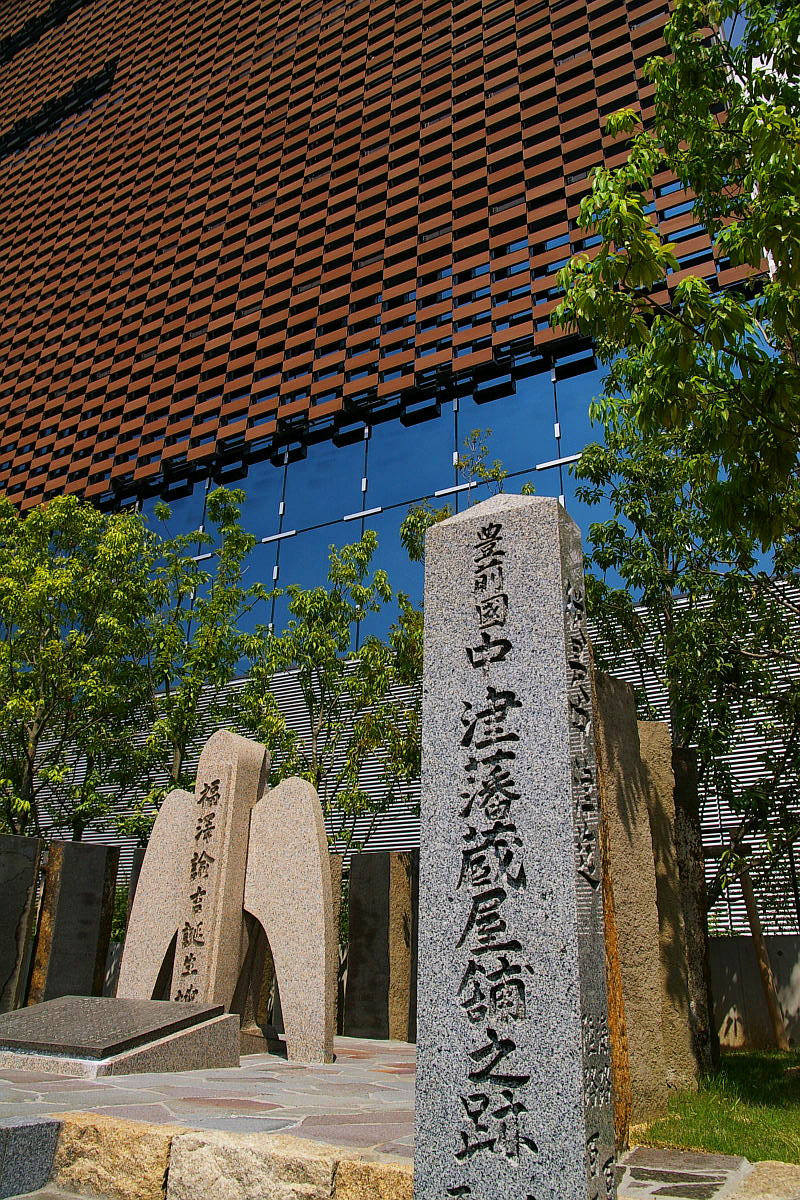
그의 생가와 나카쓰 번 창고터 기념비 (오사카부 오사카시)

후쿠자와 유키치는 1835년 1월 10일(음력 1834년 12월 12일) 오사카부 오사카 현에서 부젠(豊前)국 나카쓰번(中津藩) 소속의 하급 무사 후쿠자와 하쿠스케(福澤百助)와 오쥰(於順)의 2남 3녀 중 2남이자 다섯째로 태어났다. 그의 이름이 유키치(諭吉, 유길)로 정해진 것은 그가 태어나던 날 아버지 후쿠자와 하쿠스케가 대명률의 《상유조례 (上諭條例)》를 구했기 때문에 그 경사를 기념하기 위해서 상유조례에서 이름을 따서 지었다.
그의 집안은 그 곳에서 대대로 하급 무사이자 유학자였던 집안이었다. 그가 태어날 때 아버지 하쿠스케는 당시 43세, 어머니 오쥰은 31세였다. 아버지 하쿠스케는 성리학적 소양을 갖춘 유학자였으나 명문가의 자손이 아니었고 배경도 없는 하급무사 가문 출신이었기에 시골 나카쓰번의 회계담당 관리자 겸 번의 창고지기로 살다가 44세의 젊은 나이에 세상을 떠났다.
1836년 후쿠자와의 나이 2세 때, 아버지가 사망하자 불우하고 가난한 환경에서 성장했다. 훗날 후쿠자와는 늘 회상하기를 "신분사회와 문벌 제도는 부모의 원수(かたき)였다"고 회상하곤 했다. 그의 형 후쿠자와 산노스케(福澤三之助) 역시 저명한 유학자로 죽기 직전까지 늘 동생과 자신의 가족에게 효제충신(孝悌忠信)을 강조하였다. 지적, 학문적 소양이 뛰어났지만 집안 배경이 변변치 못해 결국 재능을 인정받지 못하고 죽은 아버지와 형의 불행을 보고, 그는 봉건제도는 물론이고 문벌사회, 족벌체제에 대해 평생 강한 반감을 품게 되었다.

#### 불우한 유년기

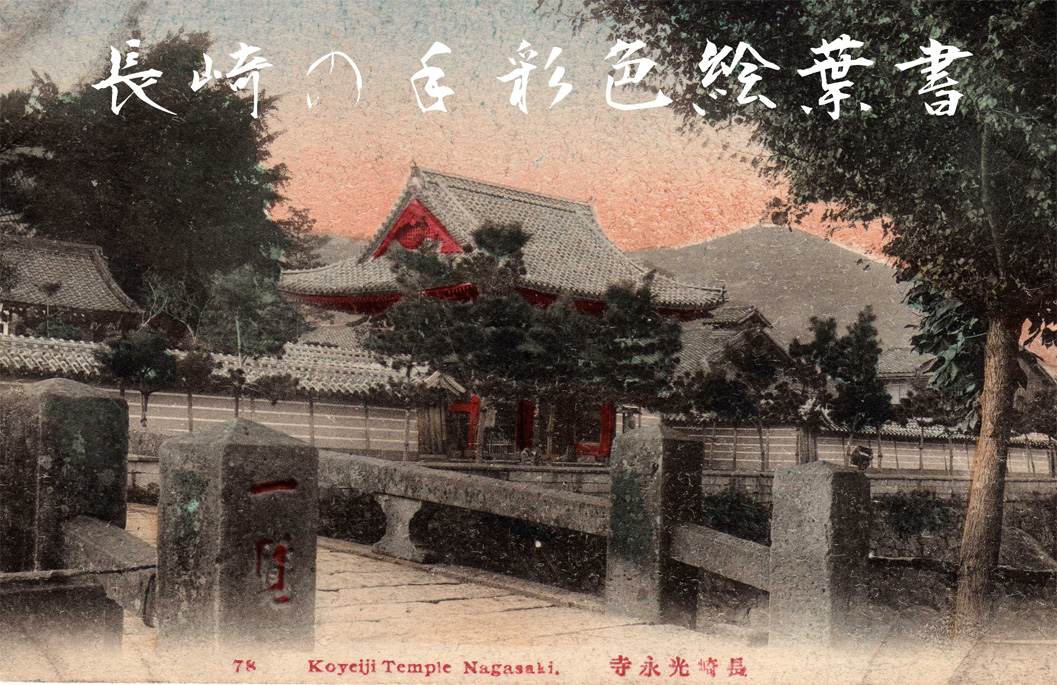
나가사키의 미쓰나가사

어머니와 그의 형제자매와 생활하다가 나카쓰번(中津, 현 오이타 현 나카쓰시)로 보내져 그곳에 살던 외삼촌인 나카무라 쓰히로(中村術平)의 양자가 되었다. 그는 본래의 성을 따서 후쿠자와라고 하였지만 때로는 외삼촌의 양자가 되었기 때문에 외삼촌의 성을 따서 나카무라 유키치로도 부른다. 그러나 후에 본래의 성을 복구하고 후쿠자와 라는 성을 사용한다. 불우한 환경에서 자라났음에도 그는 웃음을 잃지 않고, 장난끼 많은 악동으로 성장하였다. 10대 초의 그는 다다미 장롱을 만드는 외가의 일을 돕기도 했다.
8살 때 그는 자신의 친형 후쿠자와 산노스케의 문인이 되어 그로부터 성리학을 수학하였다. 14,15세 무렵에는 시라이시 쇼잔(白石照山)이 세운 서실에 다니며 논어, 맹자, 시경, 서경을 떼고, 이어 사기, 춘추좌씨전, 노자, 장자 등도 두루 섭렵하였다. 특히 그는 좌씨전은 책의 내용을 통째로 암기하였다.
| “ | 번지(蕃地) 나카쓰에서는 질식할 것만 같았다. 분명히 학문적인 재능을 타고난 듯싶었다. 남들보다 늦게 시작했는데도 금세 따라갔다. 나중에는 서당선생보다 실력이 나았다. | ” |

후쿠자와 유키치는 열네살 이후부터 인문고전을 접한 이후로 지독한 인문고전 독서광이 되어 두뇌를 근본적으로 변화시킨 후, 메이지 유신의 사상적 토대를 닦았다고 알려져 있다.

### 청소년기

#### 소년 시절
아무리 뛰어나더라도 신분의 벽을 넘어설 수 없었다. 어른들의 교제는 당연하거니와 아이들의 놀이에도 상하귀천의 구별이 있었다. 나중에 학교에 가서 독서회독을 하면 언제나 상급사족을 이겼다. 완력에서도 지지 않았다. 하지만 외삼촌이자 양아버지였던 나카무라 쓰히로는 생선장수였다. 양아버지의 처지에서 보더라도 다 소용없는 짓이었다. 외삼촌은 그를 차라리 승려로 키우기로 했다. 하찮은 생선가게 아들이 대종사가 되었다는 말은 널려 있었다. 그러나 유키치는 승려가 되는 것은 결사 반대하였다.
| “ | 주변에서 불평불만이 나오면 다 쓸데없는 짓이라 여겼다. 사람을 실력으로 평가하지 않고 문벌로 나누는 이상 희망은 없었다. 떠나지 않을 거라면 불평도 하지 말라고 퉁을 놓았다. 마침내 나가사키로 떠났다. 나카쓰에 전통과 문벌이라는 악령을 묻어버리고 싶었으리라. 가슴에는 못다 이룬 아버지의 꿈을 품었으리라. 그러지 않고서야 어찌 뒤돌아서 침을 뱉고는 바삐 달려갔겠는가. | ” |

훗날 그는 “중 노릇을 시키는 한이 있더라도 세상에 이름을 남기도록 하겠다고 결심한 그 괴로운 속마음, 그 깊은 애정, 나는 그것만 생각하면 봉건적 문벌제도에 분노하는 동시에 돌아가신 아버지의 심정을 헤아리게 되어 혼자서 울곤”했다고 회상한다. 결국 그는 고향을 떠나기로 결심한다.
1853년에는 나가사키로 건너가 학교에서 네덜란드어학인 '난학'(蘭學)라는 새로운 학문을 공부했다. 이때 그는 나가사키의 불교 사찰인 미쓰나가지(光永寺)에서 하숙하며 통학하였다. 포술가인 야마모토 무지로(山本物次郎)의 집을 방문하였다가 우연히 포술 관련 서적을 보고 거기에 매료되었던 후쿠자와는 자신도 대포를 다루고자, 대포를 다루기 위해서는 원전을 이해할 수 있어야 된다고 보고 영어를 공부하였다. 그에 의하면 '나가사키에서 처음으로 서양글자를 배웠다. 스물 몇자를 외우는 데도 상당히 애를 먹었다지만, 네덜란드어 문법을 깨우쳤다.' 한다. 1855년에는 야마모토의 집안과 갈등하면서 결국 나카쓰로 가라는 통지를 받고 오사카로 가게 된다.

#### 적숙 시절
되돌아온 그는 나카쓰번의 창고지기를 맡던 형을 다시 찾아가게 된다. 형은 그에게 에도로 가지 말고 난학을 배울 것을 권고한다. 그는 모리 번(足守藩)으로 가 오가타 고안이 세운 적석제숙(適夕齋塾)에 입학하여 난학을 배웠다. 본디 그가 형과 함께 네덜란드어를 배우기로 한 것도 페리 충격 이후 일본열도를 달군 포술(砲術)을 공부하기 위해서였다. 그가 베끼거나 번역한 책도 주로 의학서나 축성서 따위였다. 그러나 적숙 재학 중 장티푸스에 걸려 적숙을 자퇴하고 다시 나카쓰 번으로 되돌아오게 됐다. 수개월 간 요양 끝에 1856년 다시 모리 번의 적숙으로 가서 학업을 계속한다.
1856년 형이 사망하면서 결국 그가 집안의 상속자가 된다. 그러나 그는 오사카 유학을 포기하지 않고 학업을 계속한다. 당시의 일본은 아버지 혹은 형이 사망하면 전통에 따라 가독상속을 해야 했는데, 이를 거부하고 오사카로 다시 나오기로 했다. 어머니에게 “공부를 하면 어떻게든 성공할 수 있습니다. 그러나 이 번에는 있어봤자 대단한 출세를 기대할 수 없습니다”라고 말했다. 아버지가 남긴 장서와 가재 도구를 팔아 비용을 마련하였다. 그는 학업을 계속하려 했고, 집안의 반대를 무릎쓰고 다시 오사카로 가서 적숙에서 공부한다. 학비를 조달할 여건이 되지 않은 그는 직접 아르바이트와 노동을 하는 한편 동료 학생의 교과서를 필사하여 그 필사본으로 수업을 받았다. 훗날 자서전에서 후쿠자와 유키치는 '이제 비로소 제대로 된 교육을 받게 되었다. 난학을 배우는 데라 대체로 동료들의 직업이 의사였다' 한다.
1857년 적숙의 학원장이 자신의 후임으로 나가요 센사이(長與專齋)를 지목했다. 나가요 센사이가 교장으로 부임한 뒤 그의 설명에 따라 화학 실험 수업과 간단한 과학 실험 등도 배웠다. 그러나 화학과 의술에 거부감을 느낀 사혈이나 수술 해부는 피하고 대신 네덜란드어 공부에 집중하였다. 이때 그는 간단한 전기기기 조립과 암모니아 제조 등을 배웠다. 1858년 적숙을 졸업하고 일부 난학원의 강사로 전전하였다. 학창시절 그는 베개를 베고 잔 적이 없다 한다. 공부하느라 베개를 베고 잔 기억이 없다는 것이다.

#### 난학숙 개설과 영어 공부

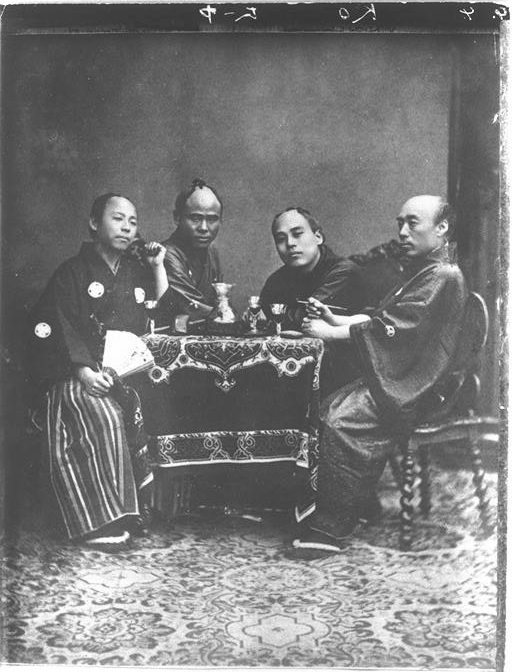
1862년 유럽 시찰시 시바타 사타로, 후쿠자와 유키치, 오타 겐사부로, 후쿠다 자타로

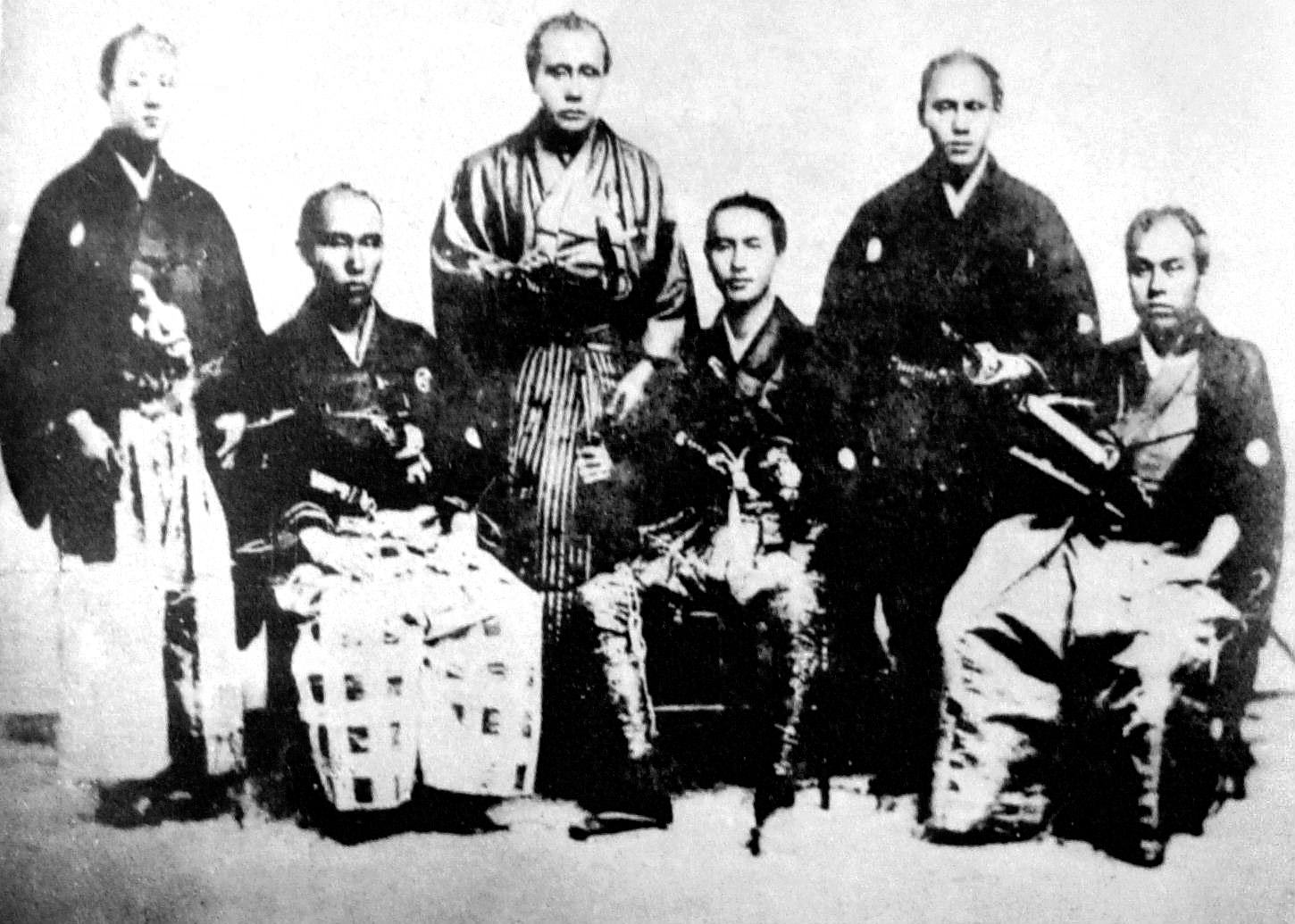
미국에 방문한 카린 마루 일행(1860년 12월), 맨 오른쪽에 앉은 이가 후쿠자와

1858년 도쿄의 에도에 난학숙(蘭學塾, 네덜란드어 어학교)인 일소학숙(一小家塾, 게이오기주쿠 대학의 전신)을 열고 학생들을 가르쳤다. 이때 그는 가쓰라가와 호슈(桂川甫周), 간다 타카히로(神田孝平), 미쓰쿠리 슈헤이(箕作秋坪), 우쓰노미야 사부로(宇都宮三郎) 등과 교류하고 그들과 학문과 사상을 주고받았다.
1859년 미일수호통상조약이 체결되면서 미국인 등 외국인 거류지가 형성된 요코하마를 방문하였다. 그러나 요코하마의 미국인 거주지는 거의 독점적으로 영어가 사용되고 있었다. 간단한 영어를 했지만 상당히 서툴렀고, 자신이 배운 네덜란드어가 전혀 통하지 않았으며 미국인 거주지 간판의 문자조차 읽을 수 없게 되자 그는 충격을 받는다. 그 이후로 영어의 필요성을 통감한 후쿠자와는 영란사전(영어-네덜란드어 사전)을 구하여 거의 독학으로 영어 공부를 시작한다. 그는 훗날 “몇 년 동안 수영을 배워 간신히 헤엄칠 수 있게 되자 수영을 포기하고 나무타기를 시작하는 것이나 마찬가지”였노라고 했다. 도쿄에 가서 당시 세계의 중심이 네덜란드가 아니라 영미권이라는 사실에 놀라 학문의 방향을 영학(英學)으로 바꾸었다. 그러나 영어의 해석이 쉽지 않자 그는 막부의 통역관 모리야마 에이노스케(森山榮之助)를 찾아가 2년간 영어를 사사(師事)하고 전문용어를 번역하고, 유창하게 회화를 하는 수준까지 도달하였다.
1859년 겨울 미일수호통상조약의 비준 교환을 위한 막부측 사절단이 미국 군함 포하탄 호를 타고 미국으로 가게 되었다. 1860년 2월 10일 그는 네덜란드 선박 간린마루 함장 기무라 셋쓰(木村摂津)의 수행원으로 배를 타고 태평양을 횡단, 미국으로 건너갔다. 이때 만난 간린마루의 호위무관 가쓰 가이슈와 사이가 좋지 않았는데 이후 그는 가쓰 가이슈와 평생 원수처럼 지냈다 한다. 한편 셋쓰의 천거로 후일 그는 일본 외무성에 잠시 출사하기도 했다.

### 개혁 운동과 정치 활동

#### 미국, 유럽 시찰

##### 미국 방문과 귀국

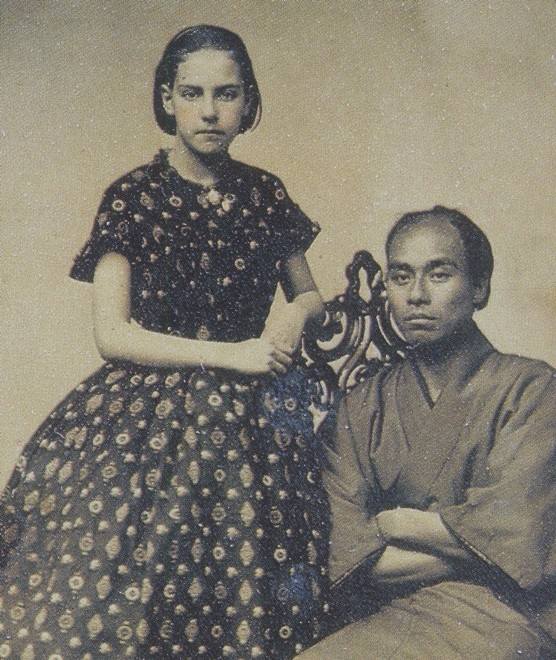
후쿠자와 유키치와 미국 소녀 테오도라 앨리스(샌프란시스코에서, 1860년)
(게이오기주쿠 대학 후쿠자와연구센터 소장)

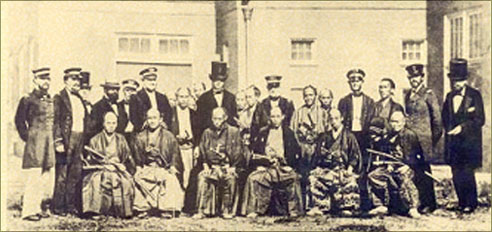
미국 워싱턴 D.C에서

미국에 건너간 그는 미국인의 자유주의적, 개인주의적인 사고방식에 당황하였다. 일본식 가치관이나 예의가 통하지 않던 서양 사회에 대해 그는 처음에는 적응하지 못했다. 그러나 그는 서구의 발달된 문명을 익혀가겠다는 마음으로 견뎌냈다. 훗날 “나는 어떻게든 양학이 성행하도록 해서 반드시 일본을 서양 같은 문명 부강국을 만들겠다는 야심을 품고 있었다.” 그러기에 처음으로 미국에 가면서 겪은 고초를 일러 “서양에 대한 나의 신념이 뼈에 사무쳐 있었기 때문에 조금도 무섭다고 생각한 적이 없었다”고 회고하였다. 귀국 직후 그는 어느 지인과의 대화에서 일본에서는 도쿠가와 이에야스 등 군주의 후손과 외손들이 어떻게 생활하는가를 모르는 사람이 없는데, 당시의 미국 국민들은 조지 워싱턴의 후손, 토머스 제퍼슨의 후손들이 현재 무엇을 하고 있는가 하는 것을 대부분 모른다는 점, 관심도 없다는 점에 대해 충격을 받았다고 하였다.
미국 체류 중 그는 웹스터 큰 사전들을 입수, 후일 일본으로 귀국한 뒤 일본어와 영어 단어를 비교하여 영일 사전을 만드는데 참고하였다. 한편 귀국하기 전에도 미국에 체류 중, 그는 밤을 새워가며 간단한 어학 사전을 만들었는데 일본어와 영어, 광동어를 비교 분석한 《증정화영통어 (増訂華英通語)》를 집필하였다.
그는 1860년 미국을 최초로 방문했던 일본 사절단에 합류해 샌프란시스코를 찾았고, 몰락 직전의 막부에서 외국 관련서류 번역담당관으로 근무했다. 1861년 일시 귀국 나카쓰번의 도키 하쓰타로(土岐八太郎)의 차녀 도키 니시키(土岐錦)와 결혼하였다. 그해 겨울 막부에서 다케우치 야스노리(竹内保德)를 정사로 하는 막부(幕府)의 견외사절(遣外使節)이 파견될 때 후쿠자와는 마쓰키 고안(松木弘安)과 그의 친구인 미쓰쿠리 슈헤이(箕作秋坪) 등과 함께 견외사절의 수행원으로 임명되었다.

##### 유럽 순방과 서구 제도 견학
1862년 음력 1월 1일(1월 30일) 막부(幕府)의 견외사절의 수행원에 임명되어 이래, 이후 유럽과 미대륙에 파견되는 막부의 견외사절로 선발되어 유럽으로 건너갔다. 이후 3차례에 걸쳐 미국, 프랑스, 이탈리아, 영국, 네덜란드, 독일, 러시아, 스페인, 포르투갈 등을 두루 여행하였다. 그는 해외를 여행하고 자신이 목격한 열차, 기관차, 기계 등 새로운 문물을 접하고 일본으로 돌아와 이를 소개하고, 일본으로의 도입을 적극 주장하였다.
| “ | 프랑스는 징병제라는데 영국은 징병제가 아니란다. 도대체 왜 나라마다 제도가 다른 것일까 궁금했다. 선거법은 아예 이해조차 되지 않았다. 도대체 어떤 법률에 기초해서 실행하는지, 국회는 어떤 관공서인지 물었다. 그러니 질문받은 상대방은 그저 웃을 수밖에. 더 황당한 것은 당파가 둘로 나뉘어 태평천하에서도 정치적인 싸움질을 해댄다는 점이다. 그런데 더 놀라운 것은 적인 상대방과 함께 술 마시고 밥을 먹는다. 도저히 이해할 수 없는 일이었으니 “닷새고 열흘이고 걸려서 간신히 납득”했다. | ” |

첫 순방 때는 프랑스와 영국을 방문하였다. 첫 순방 길에 홍콩을 경유하였는데, 첫 경유지인 홍콩에서 그는 식민주의, 제국주의를 현실 목격하고 충격받았다. 그는 영국인이 중국인들을 개나 고양이와 다름없이 취급하는 것을 보고 강한 충격을 받는다. 이어 배는 싱가포르를 거쳐 인도양, 홍해를 건너 수에즈에 도착했다. 이어 이집트 수에즈 해협을 기차로 넘어 지중해를 건너 프랑스에 도착, 마르세유에 상륙하여 프랑스 정부를 방문하고 리옹, 파리 등을 거쳐 영국의 런던을 방문하였으며, 네덜란드로 건너가 로테르담, 헤이그, 암스테르담, 독일의 베를린, 러시아의 상트 페테르부르크, 리스본 등을 방문했다.

##### 영국, 러시아 순방
두 번째 순방 길에는 영국을 방문, 런던에서 만국박람회를 시찰할 때 그는 증기 기관차, 전기장비, 활판 식자기 등을 유심히 관찰하였다. 이어 러시아를 방문, 사할린 국경 문제를 논의하기 위해 들어간 상트페테르부르크에서는 육군 병원에서 수술하는 것을 견학했다.
그는 막부로부터 지급받은 여비 400냥으로 그는 영어 설명서, 물리 설명서, 유럽의 지도와 지리서를 사서 일본으로 가져갔다. 유럽 여행 길에 그는 토지 거래 계약서 작성 등 문화적 차이에 놀라면서, 당시 일본의 책에도 나오지 않았고, 유럽인에게는 흔하지만 일본인에게는 알려지지 않은 일과 일상에 대해 조사했다. 예를 들어 서양식 병원이나, 은행업무, 고리대금, 보험업무, 우편법, 징병 징집제도, 선거 제도, 의회 제도 등에 대한 것을 유심히 살펴보았다. 사절단 수행원의 참여 경험을 통해 후쿠자와는 일본에 서구 문물과 양학의 보급이 필요함을 통감한다. 또한 프랑스인 청년 레온 드 로니와 친교를 맺고 아메리카와 동양민족학회의 정회원이되어, 일본인으로는 외국 학회의 정회원이 된 인물들 중 한 사람이 되었다. 이때 보고 느낀 바를 기록한 서양사정은 베스트셀러가 되었다.

#### 개항론과 서구 문물 수용 역설

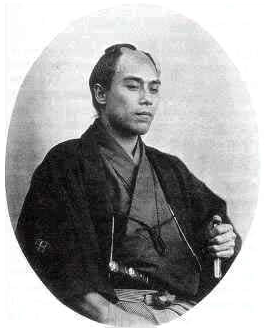
후쿠자와 유키치, 1862년

그는 청나라와 조선의 개혁 실패를 보고 "서양문명의 유행은 막을 방도가 없다. 일본은 문명화를 받아들여 아시아에서 새로운 축을 마련했다. 그 이념이 '탈아(脫亞)'다. 근대화를 거부하는 중국과 조선은 서양이 압박하는 가운데 독립을 유지할 방법이 없다. 일본은 이웃과 헤어져 서양열강처럼 그들을 대하자. 우리는 마음속에서부터 아시아의 나쁜 친구를 사절해야 한다."며 서구 문물을 일본이 적극적으로 수용해야 함을 역설하였다. 다만 탈아론은 후쿠자와 유키치 본인이 기고한 것이 아니라는 의견도 있다.
| “ | 동양에는 유형의 것으로는 수리학, 무형의 것으로는 독립심 이 두 가지가 없었다. 정치가가 국사를 처리하는 것도, 실업가가 상거래와 공업에 종사하는 것도, 국민에게 보국의 생각이 많고, 가족이 단란한 정으로 충만한 것도, 그 유래를 따져보면 자연히 그 근본을 알 수 있다. 비근한 예를 들면 지금의 이른바 입국이 그렇고 확대해서 말하면 인류 전체가 그렇듯이 인간만사는 수리를 빼놓고는 논할 수 없으며 독립 외에는 의지할 곳이 없다는 소중한 진리를 우리 일본에서는 가볍게 여기고 있다. | ” |

1863년 1월 30일 귀국 이후부터 3년간 그는 《서양사정 (西洋事情)》을 집필하였으며, 막부기구의 개혁을 주창했다. 그는 귀국 직후 이화학과 기계학을 배울 것을 특히 강조하고, 병원, 보험, 은행, 대부업, 우편, 징병 제도와 그 시설에 대해 언급, 강연하며 일본의 개혁을 역설하였다.
서양사정을 통해 그는 영국, 프랑스, 미국 등 서구각국의 정치, 사회, 경제, 역사, 지리, 문화 제도 등을 알기 쉽게 묘사하여 곧 널리 읽히게 되었다. 이후 서양문물을 도입하려는 노력을 계속했으며, 쉬운 문체를 개발해내고 대중 강연과 대중 토론을 처음으로 시도, 보급하기도 했다. 메이지 유신 직전 일본은 반(反)외세 감정이 팽배해 있었기에, 존왕양이와 함께 서양문물을 적극적으로 옹호했던 그는 막부파 등으로부터 자객이 파견되는 등 몇 차례 암살 고비를 넘기기도 했다.
그러나 당시 일본은 서구 문물이 일본을 망친다는 괴담이 돌았다. 그가 시나가와에 도착한 다음날인 12월 12일에는 영국 공사관 방화 사건이 일어났고, 1863년 3월이되면 조메이 천황은 오리 양사에 가서 양이들을 쫓아내 줄 것을 신사에 기원하였다. 4월에는 조메이 천황이 이와시미즈 하치만구(石清水八幡宮)으로 피신하고 조슈번이 시모노세키 해협 통과 미국 상선을 포격하는 등 과격한 양이론이 눈에 띄게되었다. 1863년 4월 그는 친구들을 방문하고 귀가하던 길에 낭인의 피습을 당하기도 했다.
1863년 영국 함대에 의한 가고시마 포격으로 살영(薩英) 전쟁이 시작되자, 1863년 7월부터 그는 나카사키 봉행(奉行, 공무수행자)인 마쓰다이라 야스히데의 집에서 생할하며 외교 문서를 번역을 맡아보았다. 1864년 10월에는 막부에 통역관에 채용, 외국인 오야토이(御雇) 통역관이 되어 번역업무를 맡아보았다.

#### 재야 활동

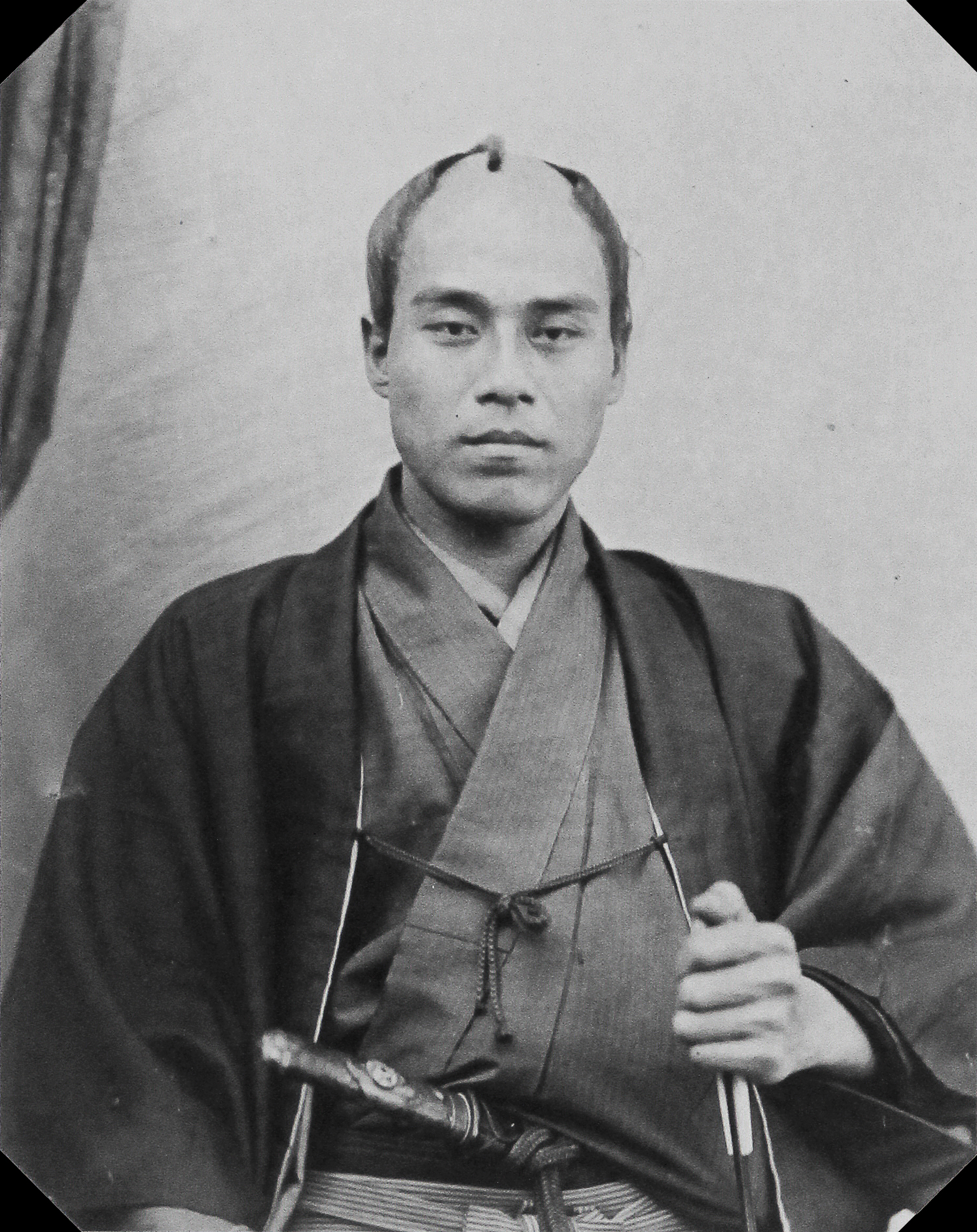
1862년 무렵

유럽과 미국의 학문 및 서구사상에 본격적으로 눈을 뜬 그는 ‘서양사정’(1866년)을 비롯한 엄청난 저술활동으로 당대 베스트셀러 작가의 반열에 올랐고 또 저작물 수입을 바탕으로 게이오의숙을 창설하였다.
1867년 음력 1월 23일(1867년 2월 27 일) 쓰다 센(津田仙), 세키 신파치(尺振八) 등과 함께 막부의 군함수취사절단장 오노 우고로(小野友五郎) 등 막부 군함 수취위원회의 수행원으로 선발되어, 미국 콜로라도 호 우편환을 타고 요코하마에서 다시 도미, 뉴욕, 필라델피아, 워싱턴 DC를 방문하고 같은 해 음력 6월 27일(1867년 7월 28일)에 귀국했다.
현지에서 오노에게 아부하였다는 이유로 귀국 후 잠시 근신하게 되었지만, 나카지마 사부로스케(中島三郎助)의 변호로 근신에서 풀려났다. 미국 체류 중 그는 기슈 번, 센다이 번에서 지원받은 여비와 활동비 약 5,000냥으로 영어 사전과 실제 설명서, 미국의 지도 책을 사들여 탐독하고, 일본 귀국 후 《서양여안내 (西洋旅案内)》를 저술하였다.

#### 교육, 저술, 계몽강연 활동

##### 강연, 저술 활동
그는 "일신독립해야 일국독립한다"며 개인부터 정신적, 사상적으로 가정에서 독립하고, 가족과 사회로부터 독립하여 독립된 인격체로 살아갈 것을 역설하였다. 개인이 먼저 가정, 가족, 사회와 같은 집단에서 독립할 때만이 독립사회를 이끌수 있다고 내다봤다.
1868년 난학숙을 이전하면서 게이오기주쿠(慶應義塾, 경응의숙)로 개칭하였는데, 게이오기주쿠는 훗날 게이오기주쿠대학의 기원이 되었다. 이후 교육 활동에 전념하였다. 그해 6월에는 막부에 사직서를 제출하고 퇴직, 학교 운영에 전념했다. 후쿠자와는 국민의 대표자를 선발하는 의회 제도의 도입과 의회주의에 입각한 입헌군주제 정부, 국민에 대한 초등학교 보통 교육의 국가 지원, 국민의 언어 교육 향상과 언어의 현대화 개혁, 여성의 권리 보장 등에 대해 그 필요성을 역설하는 계몽 강연활동을 하였다. 이 과정에서 막부파와 체제 유지파들의 반대 혹은 피습을 당하기도 했다. 1869년 구마모토번의 요청으로 본격적인 서양 전술 서적 '양병명감'(洋兵明鑑)을 오바타 도쿠지로(小幡篤次郎)· 오바타 진자부로(小幡甚三郎)와 함께 공동으로 번역했다.
그는 또 귀국 직후부터 저술과 문필 활동에도 힘써, 입헌군주제, 개인의 자유, 권리 보장, 사회 개혁, 언어 개혁, 의무교육론, 여성 권리 등에 대한 책을 100여 권 이상 집필했다. 그는 "하늘은 사람 위에 사람을 만들지 않고, 사람 아래 사람을 만들지 않았다"고 주장하였고, 자신의 저서 《학문의 권장 (學問のすすめ)》의 서론에도 이를 기술하였다. 이는 유럽과 미국에도 소개되어 명문 경구가 되었다.

##### 문화, 문명사회 개념 소개

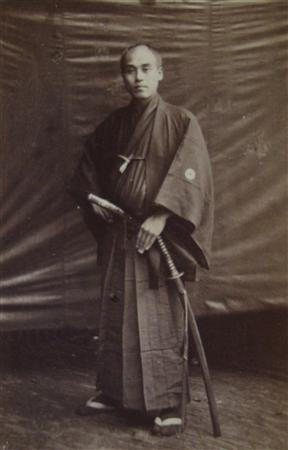
1862년 7월 네덜란드에서

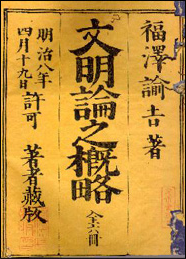
문명론지개략(1875년)

1868년 에도막부가 몰락한 뒤 신정부에 참여하지 않고도 이토 히로부미를 비롯한 핵심 정치가들과의 인적 네트워크를 활용하며 당대 오피니언 리더로 자리 매김했으며, 서구화를 지향하는 재야인사이자 친정부적 국권론자로 변모해 나갔다.
그는 일본 사회에 문화 또는 문명화의 개념인 시빌리제이션(civilization)이라는 개념을 도입하였다. 후쿠자와 유키치는 1867년 집필한 ‘서양사정 외편’에서 ‘문명개화’로 번역해 확산시켰다. 진보, 발전을 향한 보편적 활동이라는 의미다. 시빌리제이션은 시민(civilis)에서 파생된 것으로 성 안에 사는 사람, 시민권을 가진 사람이라는 라틴어에서 유래한 말이다. 그는 일본이 문명화된 사회가 되기 위해서는 문명국들과 어울리고 그들을 본받아야 된다고 역설하였다. 동시에 그는 일본이 선도자가 되어 동양의 다른 국가들을 문명으로 이끌어야 된다고 역설하였다.
| “ | 오늘의 꿈을 펴기 위해 이웃나라의 개명을 기다려 함께 아시아를 일으킬 시간이 없다. 오히려 그 대열에서 벗어나 서양처럼 그들을 대해야 한다. 접수방법도 인접국가라는 이유만으로 사정을 헤아려줄 수 없으며... | ” |
|   | — 1885년 3월 16일자 시사신보 사설 -탈아론- |   |

그러나 문명국으로 발전할 능력이 되지 않는 국가, 민족이라면 철저하게 버리고 일본만이라도 개화의 대열에 들어서야 함을 역설하였다.
이때 그는 컬쳐는 단순한 문화의 개념으로 해석하였고, 시빌리제이션은 문화, 문명화된 사회의 개념이라고 소개하였다. 이후 문화(文化)는 영어의 컬처(culture)나 시빌리제이션(civilization)을 번역한 말로 이해되어 왔다. 그 외 소개한 용어 중 liberty에 해당하는 자유(自由)라는 한자어는 불교 용어를 참고해서 만들어졌다고 전해진다.

##### 교육, 사회 계몽 활동
그는 요시다 쇼인, 이노우에 가오루 등과 교류하며 일본의 개항, 개화에 대한 신념을 갖고 이를 적극 주장, 설파하였다. 1871년 메이지 유신 이후에는 의회 개설 운동이 전국으로 확산되자 후쿠자와는 적극적인 의회 개설론자들과는 일정한 거리를 두면서 영국의 헌법의 흐름론을 주창했다.
1871년 메이지 유신 선언 이후 그의 동료들은 신 정부에 출사하였고, 정부로부터 계속 입각(入閣) 권유가 있었으나 독립된 지식인층 육성의 필요성을 주장하면서 이를 뿌리쳤다. 야마가타 아리토모, 마쓰모토 료준(松本良順) 등도 그의 출사를 계속 권고하였으나 모두 사양하였다. 그의 명성을 들은 메이지 천황은 그에게 여러 차례 입각 제의를 하였지만, 그때마다 그는 자신의 임무는 따로 있다며 이를 사양하고 고향에서 교육과 인재 육성, 유학생 지원, 언론활동에만 전념하였다. 그해 돈 300원으로 공옥사(攻玉社) 학교를 인수하고 새로운 땅을 매입하여 분교를 지은 뒤 장합지법(帳合之法, 부기학의 전신)을 학생들에게 가르쳤다.
그는 재야에서 1871년 폐번치현, 1873년 지조개정(地租改正) 등의 정책을 적극 지지하고 이를 뒷받침하는 이론적인 토대를 마련, 설파하였다. 그 근거로 국가, 천황 아래에서의 만인의 평등론이었다. 다소 제한된 형태의 평등론이었지만 그의 이러한 주장은 현대 일본의 평등사상의 시원이 되었다. 1873년 9월 4일부터는 이와쿠라 사절단에 함께 수행원으로 다녀온 나가요 센사이(長与専斎)의 천거로 4개월간 학제 제정에 참여하였다.
후쿠자와는 또 회계학의 기초가 되는 복식부기를 일본에 최초로 소개하였다. 또한 일본에 근대 보험 제도를 소개한 것도 후쿠자와였다. 후쿠자와는 《서양 사정》에서 그는 "재난청합"이라는 표현을 사용하여 보험의 개념을 소개하고, 생애청합(생명보험), 화재청합(화재보험), 해상청합(손해보험)의 3종류의 재난청합을 소개·설명하였다. 그는 청합(보험)이란 미구에 닥칠 재난을 대비하여 자금을 모아두는 일종의 저축 개념으로 일본인들에게 보험의 취지를 설명하였다.

#### 언론, 문필 활동
1873년 언론사인 메이로쿠사(明六社)를 창설한 후로는 사주이자 동인의 한 사람으로 활약하면서 개화 청년 양성과 토론 제도 보급, 실용적인 학문 등을 장려하였으며, 부국강병론과 국가를 중심으로 한 만인 평등론을 주장하여 일본의 국력 향상, 자본주의 발달의 사상적 근거를 마련하였다.
헌법, 황실전범 교육칙어, 군인 칙유의 초안 모두에 참여했고 후쿠자와는 이토 히로부미, 이노우에 타케시 등과 절교하였다. 이후 이토 히로부미와는 관계회복이 되지 못했다. 그 외에도 도쿄부 의회 부의장이 사퇴하고, 도쿄학사회원 오바타 토쿠지로오(小幡篤次郎), 쓰기무라 코우지(杉亨二), 미쓰쿠리 슈헤이, 스기타 겐하시(杉田玄端) 등 후쿠자와파 학자들은 헌법 작성 등에서 탈퇴하기에 이르렀다. 또한 서구식 교육령 개정에도 참여하였지만 뜻대로 되지 않자 결국 교육령 제정에서도 손을 떼게 되었다.

### 생애 후반

#### 조선인 유학생과의 관계
후쿠자와는 1882년 임오군란 후 조선에서 청나라 세력이 확대되자 조선의 급진개화파를 지원해서 그들이 스스로 국내 개혁을 추진해야 한다고 봤다. 그러나 1884년 갑신정변의 실패는 그의 기대를 저버렸다.
후쿠자와는 조선인 개혁자 김옥균, 박영효, 유길준, 서재필 등과의 만남을 계기로하여 조선의 개혁 운동에도 지원, 자문하게 된다. 후쿠자와는 당시 조선은 일본의 메이지 유신 직전의 상황과 흡사하고 소규모 무력 투쟁도 일어나고 있었다고 보고, 이때 조선에서 개혁을 실시한다면 자유주의적인 영세중립국으로 발돋움할 수 있다고 보고 이들을 지원하였다. 후쿠자와 유키치가 일본의 문명 개화의 주역이라는 것이 조선에 알려졌기에 이들 조선인 청년 개화인사들은 이토 히로부미나 이노우에 가오루 대신 그를 찾아가 가르침을 청했다.
1875년 그가 저술한 《문명의 개략》이 조선에 입수되면서 그의 문명개화론은 조선의 1880년대 개화사상에 큰영향을 끼쳤고 1881년부터 일본을 방문한 김옥균, 서재필, 박영효, 유길준, 윤치호 등은 일본을 방문하면서 후쿠자와를 만나면서 그의 식견에 탄복하였다. 후쿠자와는 자신의 조국을 개혁하겠다는 이들의 애국심을 높이 평가하여 이들을 적극 후원하였다. 1881년 3월 6일 김옥균은 후쿠자와와 면담을 하며 조선 독립에 협력을 의뢰했다. 1882년 7월 23일 임오군란이 발발하자 후쿠자와는 요코하마 정금 은행에서 17만원의 대출금을 얻어 조선 측 배상금의 일부를 대신 납부해주기도 했다. 갑신정변 당시 후쿠자와는 프랑스 공사의 함대에 일본 자유당의 민병대 청년들을 보내, 김옥균 일파를 지원하려고 했지만 이토 히로부미의 반대로 무산되고 만다.

#### 조선인 개화파 지원과 실패

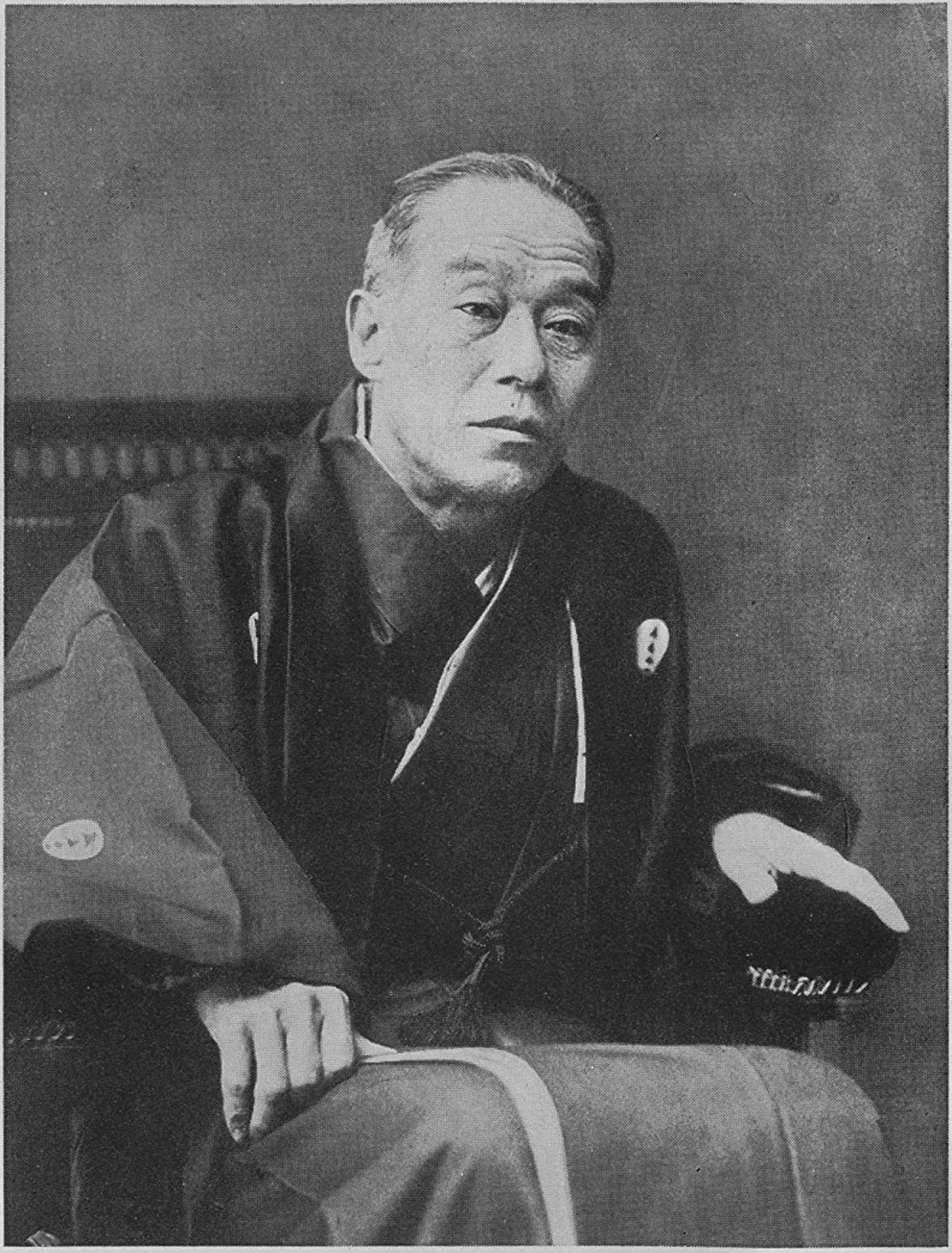
말년의 후쿠자와

1882년 조선에서 유학생이 파견되었다. 이때 생면부지의 외국인인 조선의 함경남도 병마절도사 윤웅렬의 부탁을 받고, 농업학교나 기술학교로 갈 뻔 했던 윤치호를 도진샤를 가게끔 편의를 봐 준다. 그는 조선인 유학생 유길준, 박영효, 윤치호 등과 만나 토론, 담론을 했는데, 이후 이들이 귀국한 뒤에도 꾸준히 연락하며 조언을 해 주었다. 독립신문 등 신문과 언론에 종사하던 윤치호와는 꾸준히 서신을 주고 받으며 언론 경영에 대한 조언을 해 주었다. 후쿠자와 유키치는 또한 유길준에게 《문자지교》라는 그의 저술을 국한문혼용으로 번역하게 하였다. 그러나 갑신정변이 실패한 뒤 개화파 인사들에 대한 혹독한 형벌과 연좌제를 보고 비분강개하여 당일은 식음을 전폐하였다. 그는 아까운 인재들을 잃었다며 대성통곡하였다. 이어 조선독립당의 처형(朝鮮独立党の処刑)이라는 글을 발표하는 한편 조선의 야만적인 형벌을 비인도적이라며 규탄하였다.
1885년 3월 16일 후쿠자와는 갑신정변에 가담한 일부 인사들과 그 유가족의 비참한 처우를 전해듣고 분개, 시사신보에 '탈아론'을 발표하였다. 1885년 8월에는 "조선 인민을 위하여 조선 왕국의 멸망을 기원한다(朝鮮人民のために其国の滅亡を賀す)'며 조선 정부를 규탄했다. 여기서 그는 "인민의 생명도, 재산도 지켜주지 못하고, 독립 국가의 자존심도 지켜주지 않는 그런 나라는 오히려 망해 버리는 것이 인민을 구제하는 길이다."라며 조선 정부를 강력 비판하였다.
그러나 1894년 12월 조선으로 귀국한 서재필이 유길준, 윤치호와 손잡고 신문사 개설을 시도하며 이들에게 조언을 해주고 적극적으로 후원해주었다. 그는 서재필과 유길준의 신문 도입취지 설명을 듣고 이를 적극 지원하였다. 자신의 시사신보사의 시찰, 견학부터 신문 인쇄기와 활자, 우수한 성능의 타자기와 잉크, 종이 등도 알아봐 주기도 했다. 그는 이들에게 한자, 한글을 혼합한 국한문 혼용 방법을 권고하였으며 한국 최초의 근대신문 한성순보의 간행에도 후견, 조언을 해주었다.

#### 동학 농민군 비난과 반중 감정
갑신정변의 실패와 그 관련자들에 대한 악형과 연좌제도 적용 이후 그는 조선에 대한 혐오감을 증폭시켰다. 1894년 봄 조선의 삼남지방에서 동학농민군이 봉기했을 때 그는 동학 농민군에 대한 상당한 부정적인 인식을 드러냈다. "조선 인민은 소와 말, 돼지와 개와 같다." "조선인의 완고 무식함은 남양의 미개인에게도 뒤지지 않는다."며 동학 농민군을 비난하였다. 그는 청국에 대해서도 적개심을 드러냈다. "서울에 주둔중인 청국병을 몰살하라."고 호소하였다.
이후 그는 "지나, 조선을 대하는 법도 이웃 나라이기 때문에 특별히 대우할 것이 아니라, 정말로 서양인이 이를(일본인을) 대하는 방식에 따라 처분해야 한다"고 주장하였다.
청일전쟁이 일어나자 시사신보에 공개적으로 중국을 비판했다. "중국인은 장구벌레, 개돼지, 거지, 오합산적이다." 일본군이 '벌레와 짐승'을 죽이는데 죄의식을 가질 필요는 없었다. 그는 자신의 반중 감정에 대해 평소의 합리성을 발휘하지 못한다는 비판이 일자, 중국인의 미개함과 욕심을 지적하고, 이것이 바로 중국인을 짐승으로 볼 수 밖에 없는 당연한 이유라고 주장했다. 일본군의 정훈교재가 바로 후쿠자와 유키치가 발행한 신문인 「시사신보」였고, 그것이 그가 생각한 문명이었다.
그러나 1898년 3월 22일자 사설에서는 그는 '지나인과 친하게 지내야 한다.'는 글을 발표한다. 사설에서 그는 일본이 중국에 요구할 것은 영토가 아니라 무역이라고 주장한다. 양국은 이를 통해 상호 이익을 도모하고, 친밀한 관계를 맺을 필요성이 있다는 것이다. 이를 위해 일본인은 청일전쟁 후 시모노세키 조약에 따라 고조된 중국인 멸시를 삼가야 한다고 주문한다. 이 사설은 익명으로 기고되었지만 1934년 이와나미쇼텐 출판사 간행 <후쿠자와 유키치 전집>에 그의 작품이라고 밝혀지게 된다. 이는 개인적 반성보단 학문적으로 중국과 일본의 전쟁에 대해서 다른 결론을 내리게 되었기 때문이었다.

### 저술 활동과 최후
1897년 이후에는 메이지 유신의 국가주의적, 군국주의적 개혁 정책에 대한 비판적인 논조의 강연, 칼럼 등을 기고, 발표하였다. 시사신보의 한 사설에는 메이지 정부의 국가주의적인 서구화 정책, 근대화 정책에 대한 비판 칼럼을 발표하고, 민정일신이나 메이지 유신 이후의 일본 사회보다 구 막부 쪽이 좋았던 것은 아닐까 라는 견해를 역설하기도 했다. 1897년 9월 4일자의 시사신보 칼럼에서는 기독교를 비롯한 종교들에 대해 "종교 안에는 다양한 종파가 있지만, 그 차이는 보통 차와 홍차의 차이 정도이고, 두 차를 마셔도 큰 차이는 없다"며 일부 종교들의 독단성과 독선을 비판하기도 했다.
만년에는 여성도 인간이라는 견해를 주장하고, 여성 참정권을 주장하는 등 일본 여성의 기본권 향상 및 여성도 국민이라는 인식을 심기 위하여 노력하였다. 저서에는 《서양사정》, 《학문의 권유》, 《문명론의 개략》과 《복옹자전 (福翁自傳)》, 《신여대학 (新女大學)》 등을 남겼다.
죽기 직전인 1901년부터 저술한 자신의 후쿠자와 유키치 자서전에서 그는 메이지 유신으로 모든 봉건적 특권들과 인습들을 상당부분 폐지하였지만 그때까지도 일본 사회에는 구습의 폐단이 잔존하고 있음을 지적하였으며, 1894년과 1895년의 청일전쟁으로 청나라의 권위를 제압한 것과 청나라를 꺾음으로서 일본이 세계열강 대열에 끼는 계기가 된 일 등은 자신의 인생에서 최고의 보람스러운 순간이었음을 자부하였다. 여기서 그는 단 한 가지 아쉬움이라면 요시다 쇼인을 비롯한 그의 많은 친구들이 이러한 훌륭한 변화를 보지 못하고 뇌출혈에 의해 죽은 것이라고 하기도 했다.

### 사후
'일본에 복을 주기 위해 하늘이 내린 위인'이라는 이광수의 극찬처럼 후쿠자와는 일본 근대화에 크게 공헌한 대표적 계몽사상가로 김옥균, 박영효, 유길준, 최남선, 이광수 등 국내 개화파 지식인에게 지대한 영향을 미쳤다.

## 저서
- 《서양사정》(西洋事情 보관됨 2008-06-13 - 웨이백 머신) (1866년, 1867년, 1870년)
- 《증정화영통어 (増訂華英通語)》
- 《서양여안내 (西洋旅案内)》(1867년)
- 《학문의 권유》(學問のすすめ 보관됨 2008-06-13 - 웨이백 머신) (1872년~1876년)
  - 《학문을 권함》 엄창준/김경신 옮김, 지안사 펴냄, 1993년 1월 23일 ISBN 89-85424-03-3
  - 《학문의 권장》(일본학총서 70) 남상영 옮김, 소화 펴냄, 2003년 2월 20일 ISBN 89-8410-222-9
- 《문명론의 개략》(文明論之概略 보관됨 2020-10-01 - 웨이백 머신) (1875년)
  - 후쿠자와 유키치의 문명론
  - 문명론의 개략
  - 문명론 개략
- 《후쿠자와 유키치 자서전》(福翁自傳 보관됨 2008-06-13 - 웨이백 머신) (1899년)
  - 《후쿠자와 유키치 자서전》 허호 옮김, 이산 펴냄, 2006년 3월 17일 ISBN 89-87608-53-0
- 《신여대학 (新女大學)》

## 서양 사정
1856년 메이지 유신이 일어나는데 선각자 후쿠자와 유키치가 이때 『서양사정』이라는 책을 쓴다. 단번에 20만 부가 팔렸다. 1872년에는 22만부가 팔려 3,500만 명의 일본인 160명 중 1명 꼴로 읽었다 한다. 총 17편으로 구성된 이 책은 ‘국가는 동등하다는 것’,‘국법의 귀중함에 대한 논함’,‘자신의 마음으로 타인의 몸을 억압하지 마라’‘연설하는 방법을 권장하는 설’등 당시 지식인들의 관심사를 논하고 있다.

## 화랑

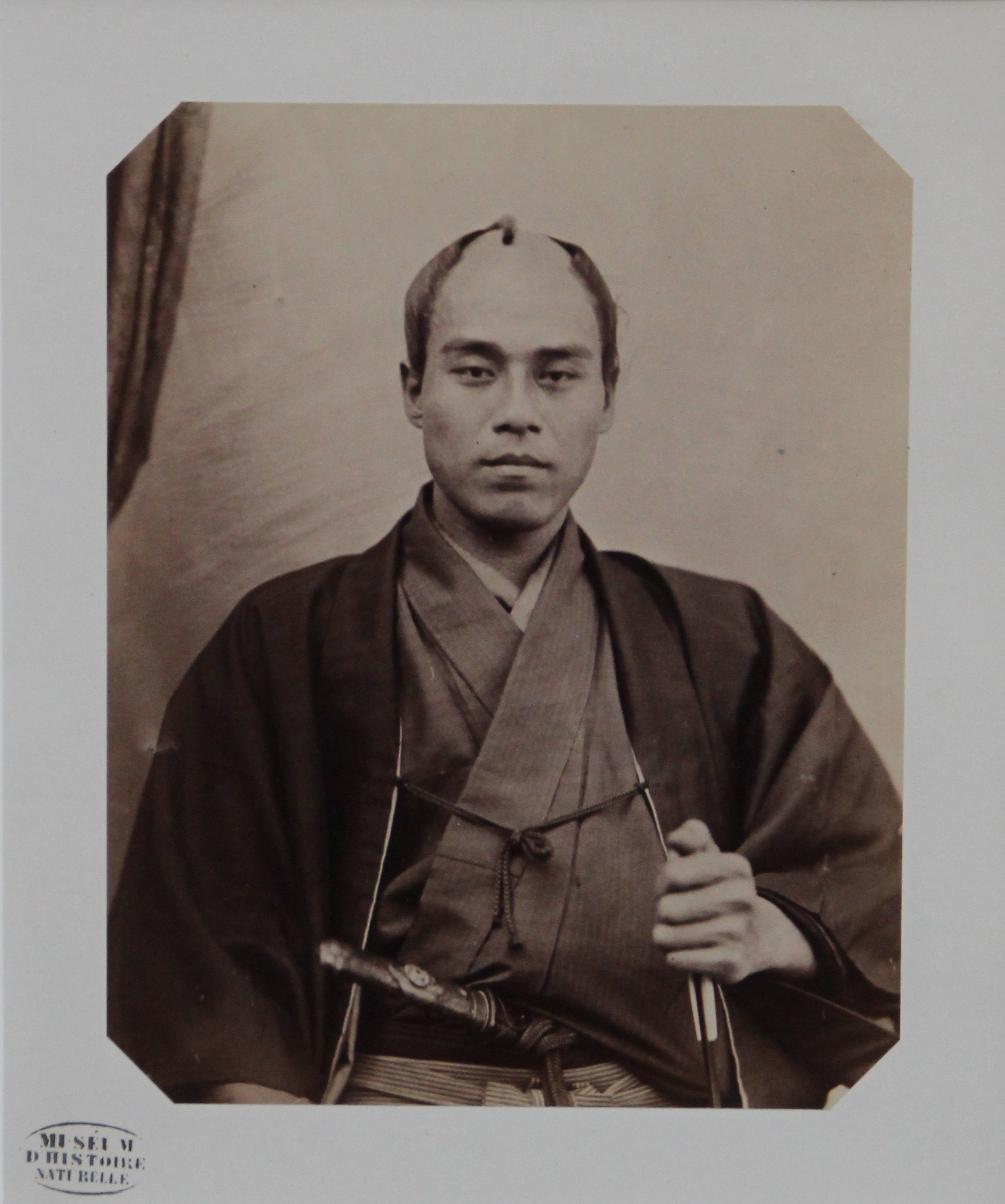
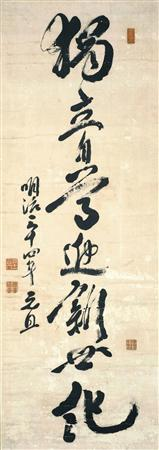
후쿠자와의 서예작
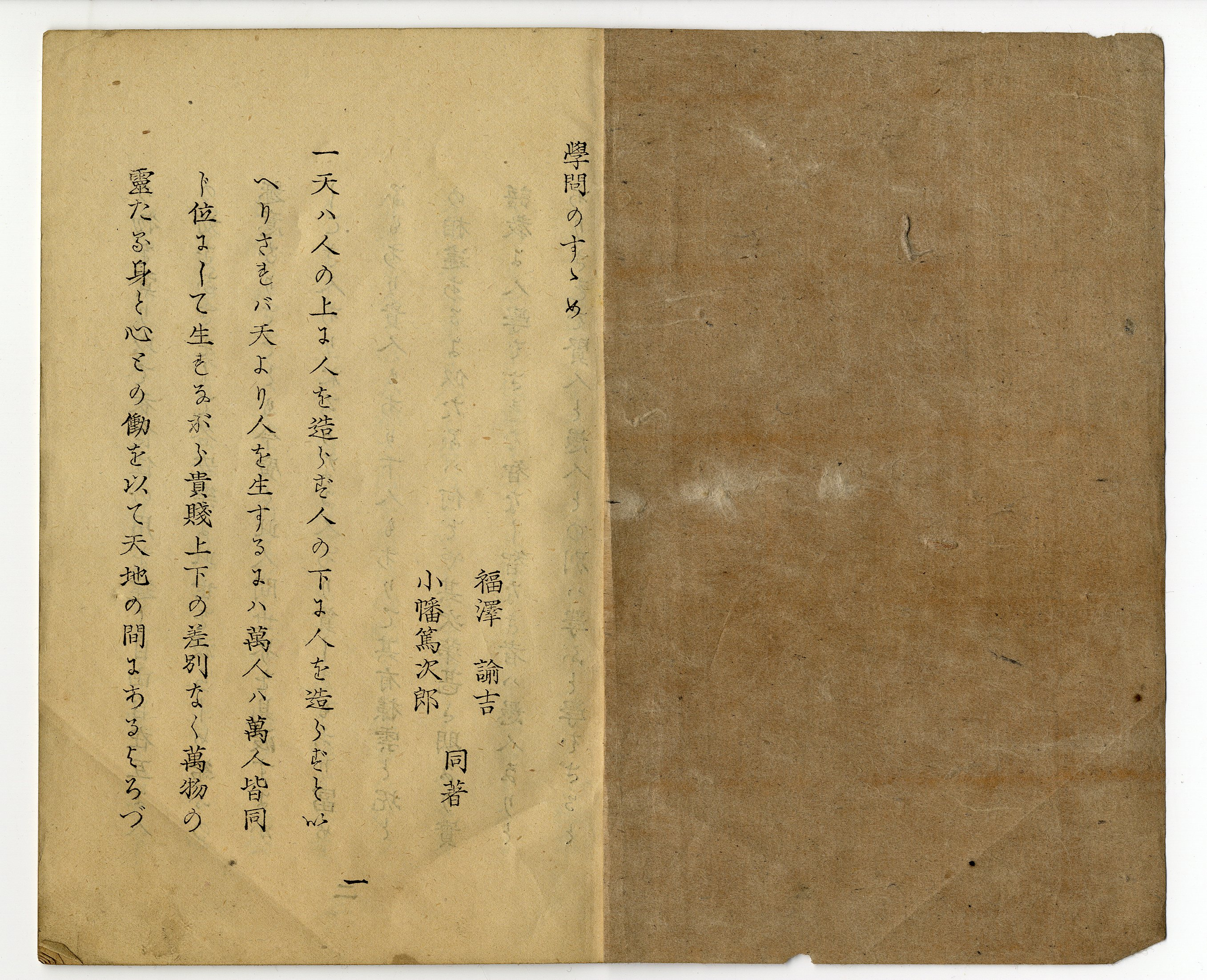
저서 학문의 권장 (1872년작)
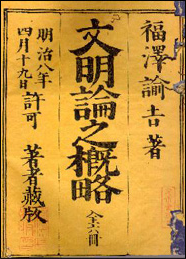
문명론지개략 (1875년작)
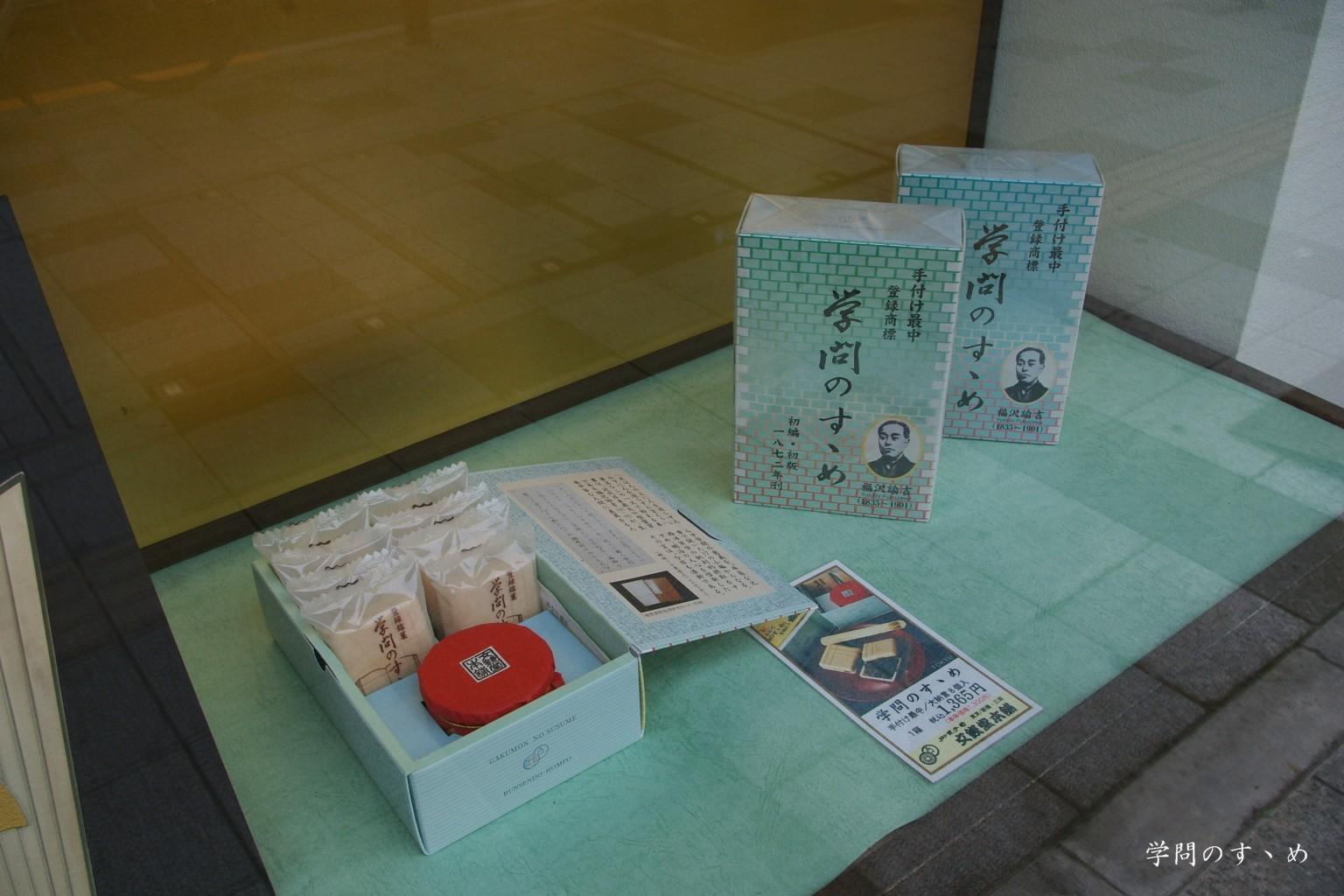
저서 학문의 권장 (1872년작), 현대 일본어 간행본
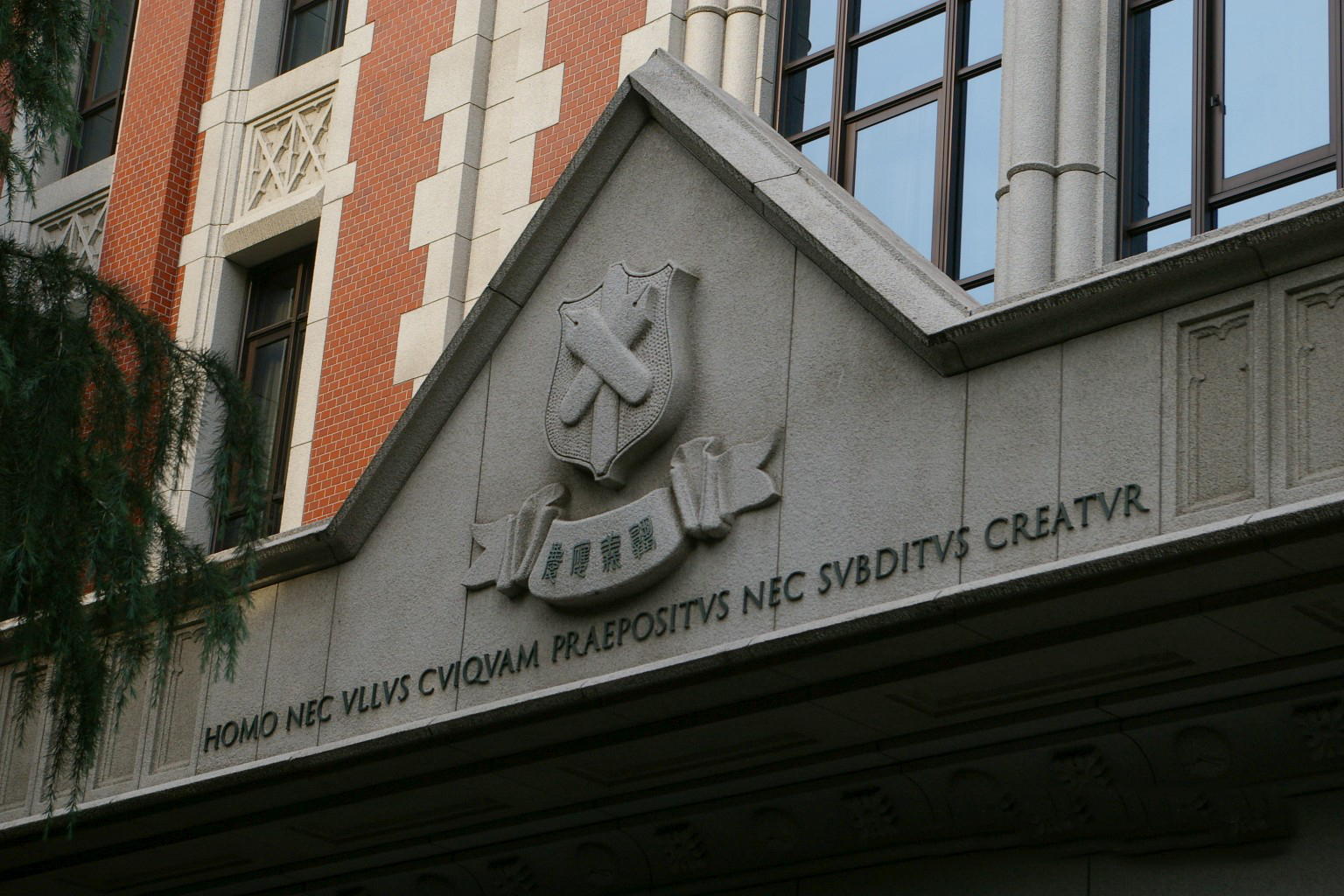
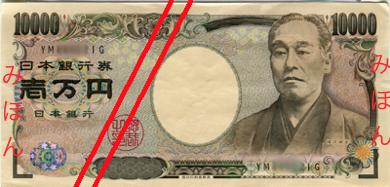
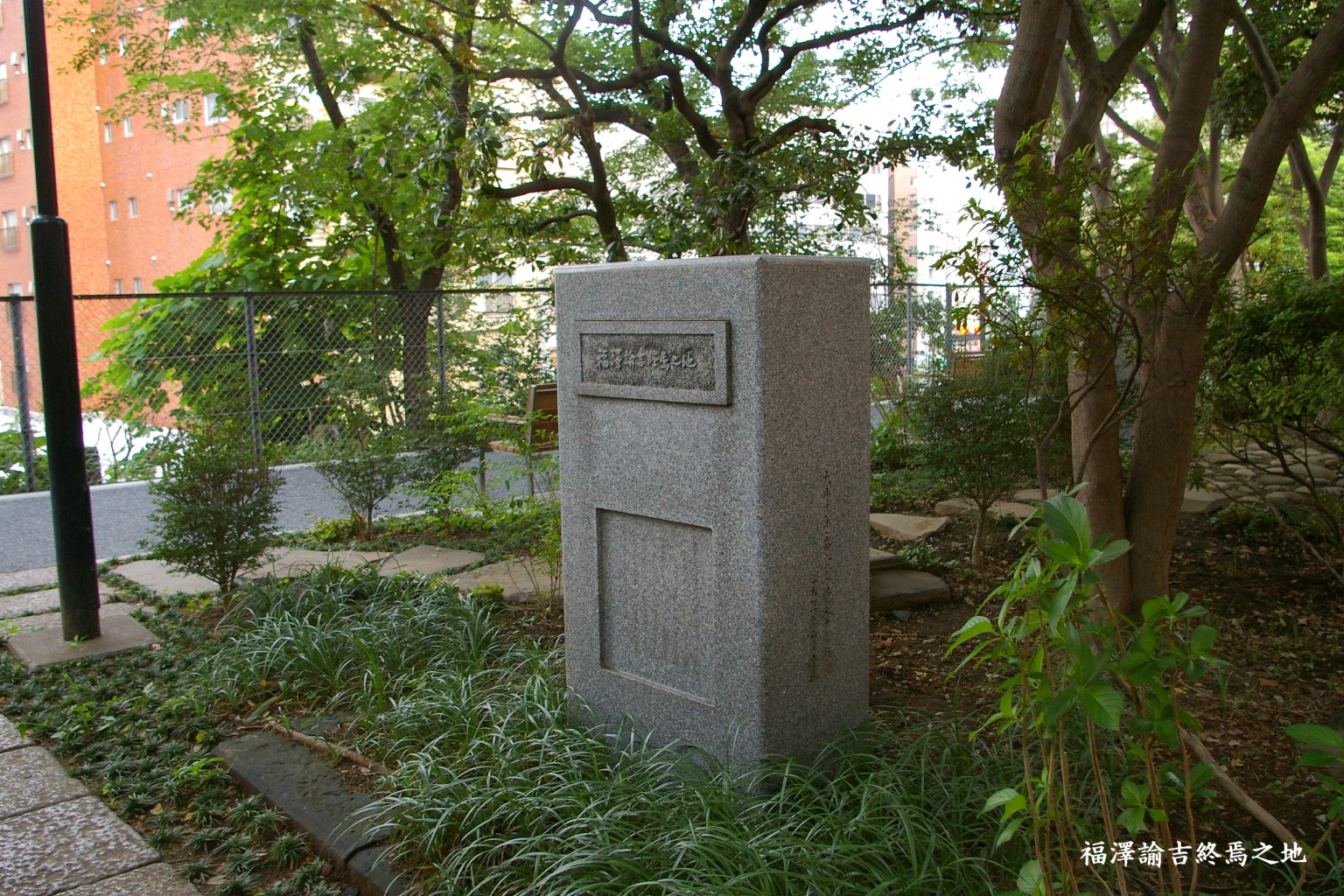

## 사상과 신념
그의 이상은 그가 남긴 어록 중에서 가장 유명한 ‘독립자존’이라는 한마디에 압축돼 있다.

### 봉건질서에 대한 반감
후쿠자와는 봉건질서와 신분제도에 강한 반감을 품었다. 신분제도 외에도 그는 문벌에 대해서도 심한 반감을 품게 된다. 그는 어려서 학자로 성공하고 싶었지만 신분과 배경, 재력 때문에 좌절해야 했던 아버지 후쿠자와 하쿠스케의 좌절이 그에게 영향을 미쳤다.
봉건질서가 강고하게 자리잡은 시대에 하급 무사가문의 막내로 태어난 그는 ‘탈아(脫我)’에 대한 욕망이 강렬했다. 아버지는 본디 한학자였다. 그러나 번에서 하는 일은 회계담당 과 창고지기였다. 그의 아버지 하쿠스케는 오사카의 갑부들과 교제하면서 번의 채무를 해결하는 일을 도맡았다. 유키치에 의하면 생부 하쿠스케는 '원래 책만 읽는 학자로 성장하고 싶었으나, 뜻대로 되지 않아 주판을 들고 돈 계산하는 것을 업으로 삼아야 했으니, 아버지의 좌절감은 깊었으리라' 한다.
보잘것 없는 가문에서 태어나 성공하지 못하고 죽은 아버지, 저명한 유학자였지만 성공하지 못하고 죽은 형의 좌절은 그로 하여금 현재의 신분 제도 사회를 타파해야 한다는 신념을 품게 하였다. 그러나 그는 민중을 경멸하였고 봉건제를 찬양하였으며 우민을 양산하는 유교 사상을 극단적으로 싫어했다. 이는 유교에 대한 부정적 인식과 동아시아에 대한 일본의 우월의식으로 발전하였다. 생애 초기에는 민중이나 우민을 옹호하는 유학에 대해서도 긍정적이었으나 현실을 깨닫고 부정적인 입장으로 전환한 것으로 알려졌다. 그러나 가족의 비극이 영향을 준 것인지 귀족들을 은근히 부정적으로 묘사했으며 비민중적 정체성을 지닌 자본가들을 긍정적으로 보았다.

### 자유주의론
후쿠자와 유키치는 인간은 누구나 평등함을 역설하였다. 그는 평소 "하늘은 사람 위에 사람 만들지 않고, 사람 아래에 사람을 만들지 않았다"고 주장하며, 권위와 폭력에 대한 적극적인 거부 의사를 드러냈다. 이는 그가 1860년대 구미 순방을 다녀온 뒤 신분 제도 폐지론을 주장한 것과 일맥 상통하였다. 그의 저서 《학문의 권장》의 서두에도 이 말을 삽입하였다. 후쿠자와는 만인이 평등함을 역설하였데, 다만 사람마다 그의 능력과 인격에는 차이가 있다고 하였다. 또한 그는 어떤 틀이나 형식에 얽매이지 말 것을 역설했다. 후쿠자와는 "인생은 연극과 같다. 훌륭한 배우가 걸인도 되고 삼류배우가 대감이 될 수 도 있다. 어쨌든 지나치게 인생을 거북하게 생각을 하지 말고 솔직하게 어떤 일이든지 열심히 하라."고 했다.

### 학문관
그는 독립을 위해서라도 힘써 배워 익혀야 한다고 역설하였다. 요지는 서양 열강으로부터 일본의 독립을 지키기 위해서는 개개인이 학문을 통해 독립해야 한다는 것이다. 그는 실학을 해야 한다고 역설하고 있다. “학문이란 그저 어려운 글자를 알고 와카를 즐기고 시를 짓는 등의 실생활에 도움이 되지 않는 문학을 말하는 것이 아니다. 열심히 공부해야 하는 것은 일상생활에 필요한 실학이다. 후쿠자와 유키치는 이론이 거창하더라도 실용적이지 않은 학문, 실생활에 아무런 도움이 되지 못하는 학문은 쓸모가 없다고 역설하였다. 편지를 쓰는 법, 장부 처리하는 법, 주판알 놓는 법 등을 배워야 한다.”그는 이외에도 지리학, 역사, 경제학, 수신학 등 배울 것이 많다고 강조하였다.
또 다른 학문의 목적은 정부로부터 인민의 독립이었다. 그는 자신의 저서 《학문의 권장》에서“인민들이 폭정을 피하고 싶으면 학문에 정진하여 재주와 덕행을 높임으로써 정부와 동등하게 상대할 수 있어야 한다”고 쓰고 있다. 그는 스스로 관리로의 등용을 거부하고, 대신 학교를 세워 후진을 양성하거나 신문을 간행하는 등 정부로부터 독립적인 삶을 살았다. 그는 타인 혹은 정부, 또는 외세로부터 자신을 지키려면 스스로 깨닫고 공부하는 길밖에 없다고 역설하였다.

### 문명관
후쿠자와는 문명이란 지선(至善)이 아니라 선을 향해 나아가는 과정일 뿐이며, 진보의 순간순간을 일컫는 것이라 했다. 건강하다고 해도 병에서 완전히 자유로울 수 없듯이 문명화되었다 하여 결점이 없는 것은 아니다. 그는 문명화가 곧 정답은 아니며 다만 정답을 향해 나아가는 길일 뿐이라고 전망했다.
그렇지만 문명은 대세였고, 어쩔 수 없는 현실이었다. “세계의 교류가 나날이 빨라지고 서양문명이 동양으로 전파되어 그 이르는 곳마다 풀 한 포기 나무 한 그루 할 것 없이 모두 감화되고 있”는 상황이었다. 서양문명이 온 세계를 정복하는 일은 피하기 힘든 형세였다. 동양의 민족은 저항할 만한 힘이 없었다. 도쿄 사람이 나가사키로부터 번져온 홍역을 치유할 수 없는 것과 마찬가지 상황이라고 후쿠자와는 생각했다.
또, 그는 어떤 단계에 도달하는 것이 끝이 아니고 계속 발전, 문명화되어 가는 것으로 보았다. 후쿠자와는 다양한 수사학을 사용하면서 문명에 이르는 방법은 하나가 아님을 역설한다. 그에 의하면 어떤 화살을 쓰건 표적을 맞추는 것이 목적이듯, 강이 어떤 모양으로 흐르건 결국 바다로 모여들듯, 어떤 제도를 어떻게 활용하여 ‘안락과 품위의 진보’를 이룰지는 저마다 놓인 상황에 따라 판단해야 한다는 것이다. 생활이 편리해지고 윤택해진다 하여 그것이 정답은 아니며, 편리한 삶이 전적으로 행복을 보장해주지는 않는다고 전망했다.

### 인간관
그는 인간의 이중잣대와 편견을 지적하며 조소하였다. 그는 "압제도 내가 당하면 싫지만 내가 아니라면 남을 압제하는 것은 몹시 유쾌하다." 라며, 자신의 고통은 고통스럽게 여기면서 타인의 고통을 은근히 즐기는 인간의 이중적인 태도를 지적했다. 그는 수양이 덜된 인간, 비루하고 천한 인품을 가진 인간일 수록 사소한 것으로 우월감을 느끼려 하고, 다른사람에게는 이중잣대를 들이대기 좋아한다고 지적했다. 그는 이중잣대를 들이대고 싶다면 그 사람을 상대하지 않는편이 더 낫다고 지적하였다.
후쿠자와는 학력이 낮다 하여 모두 어리석은 것은 아니라고 봤다. 다만 학력이 높아서 박사, 석사 학위를 받더라도 어리석은 인간에게는 소용이 없다는 결론을 내리게 된다. 오히려 석사, 박사 학위를 자랑삼아 자신의 어리석음을 인정하지 않고, 아집만 부리려 들 뿐이라고 지적했다. 그는 서구 사회의 석사, 박사 학위가 자신을 치장하는 치장품으로 전락할 수 있음을 지적했다.

### 종교관
그는 어리석은 인간들을 위해서라도 종교는 필요하다고 역설하였다. 그는 합리적으로 판단할 능력이 되지 않는 인간에게는 권리를 부여해봤자 필요가 없다고 주장했다. '판단력이 결여된 인간은 자신이 보고 싶어하는 것만 보고, 믿을 뿐이며 그런 인간에게는 애당초 대화가 통하지 않는다'고 봤다. 그는 '바보와 병신들에게는 종교가 꼭 맞는 구색'이라고 냉소하기도 했다. 물론 후쿠자와 유키치 자신은 무신론자였다.

### 여성관

#### 진보적인 여성관
후쿠가와 유키치는 여성의 사회적 지위향상을 위하여 크게 공헌하였다. 그는 남녀차별없이 동등한 교육기회 제공, 부부간 평등, 여성 참정권 부여 등을 주장하였다. 이런 주장은 그의 행보를 통해 들어난다. 1875년에 치루어진 모리 아리노리의 파격적인 서양식 결혼식에 참석하여 증인 겸 사회를 보았다. 전통적인 혼례식을 거부한 이 결혼식은 양장 차림의 신부와 소례복을 입은 신랑이 서로 팔짱을 끼고 결혼식을 치렀다. 모리 아리노리는 축첩폐지, 일부일처제, 부부 평등, 결혼에 따른 권리와 의무에 대해 부부간 상호 준수를 주장한 개혁적 관료였다. 당시 언론은 이 결혼식에 대해 '신식부부의 탄생'이라는 제목하에 대서특필 하였고 이 결혼은 세간에 큰 화제가 되기도 했다.

#### 시대적 한계
후쿠가와 유키치의 여성관은 시대적 상황으로 볼때 매우 진보적이기는 하나 빈민 출신의 '가라유키상'에 대한 발언을 살펴보면 그 역시 시대적 한계를 벗어나지는 못했음을 알 수 있다. 가라유키상이란 메이지 유신 전후 시기에 알선업자들의 해외취업사기에 속거나 유괴를 당하채 해외로 나가서 성매매업에 종사한 여성들을 말한다. 일본정부는 유괴와 인신매매 사실을 묵인하고 뒤에서 암암리에 알선업자들의 활동을 부추기고 장려했는데 가라유키들의 외화벌이가 메이지 개혁과업 수행과 일본근대화 과정에 필요한 재원조달에 큰 보탬이 되었기 때문이다. 러일전쟁을 전후하여 가라유키들의 첩보활동과 전비헌납 등 활약이 이어지자 일본 언론들도 낭자군(娘子軍)이라 하며 이들을 치켜세운바가 있다.

#### 발언 내용
세상사람들은 돈벌이로 여자들을 해외에 보내는 것을 보고 유감과 함께, 비천한 추태에 나라의 체면을 더럽히는 행위를 금지시켜야 한다고 논하고 있지만, 인간사회에 창부는 어디든지 있는 것, 또한 식민지(각 나라 현지)에는 필요하므로 그들을 굳이 비난한다 해도, 이주의 장려와 함께 그들을 자유롭게 하는 것은 더 나은 세상을 위해서 필요할 수 밖에 없다.

### 아시아 연대론
후쿠자와가 김옥균을 지지할 때까지는 아시아 연대론자였다. 소위 흥아론이라 불리는 생각을 가졌던 그는 조선과 청을 일본보다 낮은 국가로 보고 있었지만, 힘을 키워 아시아를 부흥시켜 서구 세력을 견제해야 할 국가들로도 보았다. 하지만 갑신정변의 실패를 보고 역시 아시아 민중들을 우매하다고 설정하였고, 그들과 함께 문명화하기는 어렵다고 생각하여 일본 주도의 독자적인 활동, 구미 세력과 동등하게 나아가야 한다는 '탈아론'의 생각을 펼쳤다. 다만 탈아론이라는 사설은 후쿠자와 유키치 본인이 서술한 것이 아니라는 의견도 있다.

### 탈아론
그는 1882년 임오군란 이후 조선에서 청 세력이 확대되자 조선의 급진 개화파를 지원해서 그들이 스스로 조선의 국내 개혁을 추진해야 한다고 생각하였다. 후쿠자와는 당시 조선의 조정이 외세를 끌어들여가며 체제 유지에 급급하는 것은 잘못이며, 흥선대원군 일파의 폐쇄성과 잔인성 역시 배격해야 할 것이라고 역설하였다. 그는 자신의 신념대로 김옥균, 박영효, 서재필 등을 전력을 다해 지원하고 조언해주었다. 그러나 1884년 청국 간섭에 의한 갑신정변의 실패로 그는 크게 좌절, 낙담하였다. 갑신정변의 실패와 그 관련자들에 대한 연좌제, 능지처참 등의 사건 이후 후쿠자와는 유명한 '탈아론'을 발표하였다. 탈아론에서 그는 조선 조정의 부패와 잔인성을 극도로 비판하였다.
탈아론에서 후쿠자와는 유럽과 미국등 구미의 열강이 아프리카와 동남아시아에서 그러했듯 일본 정부가 동아시아에 대한 급속한 세력 확대와 새로운 정치적, 경제적, 문화적 식민지화 해야 한다고 주장하였다. 그러나 일본 정부의 식민지화 기도에 맞서 조선 개화인들도 서양 문명을 받아들여 근대화를 추진해야 함을 역설하였다. 그리고 후쿠자와는 근대화하지 못하는 국가, 민족 혹은 근대화를 할 능력이 없는 국가와 민족은 독립을 유지할 수 없다고 주장하고, 일본이 청나라와 조선의 근대화에 적극 앞장서고 지원해야 한다고 역설했다. 그러나 스스로 자력으로 근대화할 수 없는 주변 국가와 민족이 있다면 그러한 국가, 민족은 일본의 식민 지배 압박에 의해 과감하게 포기하고 일본의 근대화를 더욱 추진하여 구미 열강의 대열에 끼도록 국력을 향상시켜야 한다고 주장하였다. 그는 청나라나 조선도 지금 현재 구미 열강이 일본을 대하듯이 해야 하며, 필요하다면 청나라와 러시아 등과의 전쟁도 필요하다면 불사해야 함을 역설하였다. 한편 탈아론을 주장해 일본의 뿌리깊은 아시아 멸시에 논리적 근거를 제공하기도 했다.

### 친구론
후쿠자와 유키치는 좋은 친구를 사귈 것과 나쁜 친구를 배격할 것을 주장하였다. 그는 탈아론(脫亞論)에서도 좋은 친구를 사귀고 그렇지 못한 친구는 피할 것을 역설하였다.
| “ | 오늘날의 (국제 관계를) 도모함에 있어서 우리 나라는 이웃 나라의 개명을 기다려 더불어 아시아를 흥하게 할 여유가 없다. 오히려 그 대오에서 탈피하여 서양의 문명국들과 진퇴를 같이하여 저 지나(支那, 청)와 조선을 대하는 법도 이웃 나라라고 해서 특별히 사이좋게 대우해 줄 것도 없고, 바로 서양인이 저들을 대하듯이 처분을 하면 될 뿐이다. 나쁜 친구를 사귀는 자는 더불어 오명을 피할 길이 없다. 우리는 마음 속으로 아시아 동방의 나쁜 친구를 사절해야 한다. | ” |
|   | — " (1885년 3월 16일 《시사신보》 사설에서 |   |

그는 이웃나라라고 해서 딱히 친하게 지낼 필요도 없고, 가까운 곳에 있다 하여 친하게 지낼 필요는 없으며 좋지 못한 개인, 국가는 피하는 것이 당연하다고 주장하였다.인간관
그는 인간의 이중잣대와 편견을 지적하며 조소하였다. 그는 "압제도 내가 당하면 싫지만 내가 아니라면 남을 압제하는 것은 몹시 유쾌하다." 라며, 자신의 고통은 고통스럽게 여기면서 타인의 고통을 은근히 즐기는 인간의 이중적인 태도를 지적했다. 그는 수양이 덜된 인간, 비루하고 천한 인품을 가진 인간일 수록 사소한 것으로 우월감을 느끼려 하고, 다른사람에게는 이중잣대를 들이대기 좋아한다고 지적했다. 그는 이중잣대를 들이대고 싶다면 그 사람을 상대하지 않는편이 더 낫다고 지적하였다.
후쿠자와는 학력이 낮다 하여 모두 어리석은 것은 아니라고 봤다. 다만 학력이 높아서 박사, 석사 학위를 받더라도 어리석은 인간에게는 소용이 없다는 결론을 내리게 된다. 오히려 석사, 박사 학위를 자랑삼아 자신의 어리석음을 인정하지 않고, 아집만 부리려 들 뿐이라고 지적했다. 그는 서구 사회의 석사, 박사 학위가 자신을 치장하는 치장품으로 전락할 수 있음을 지적했다.

### 조선에 대한 관점
그는 갑신정변을 일으킨 김옥균의 후원자였다. 당시 그가 조선을 보는 관점은 당시 서양인들이 ‘미개한 야만’을 보는 오리엔탈리즘의 시선 그대로였다. 강화도 조약(1875)를 앞두고는 “스스로 조정을 찾아와 머리를 조아려 우리의 속국이 된다고 해도 기뻐할 만한 가치가 없다”고 했다. 그는 1880년부터 파견된 조선의 청년들을 보고 조선의 개혁에 기대를 품게 된다. 특히 자신도 양반 사대부 가문이고 세도가문의 자손이었던 김옥균의 의지와 학식, 양반 사대부가문 출신이면서도 군사학교를 자청하고 노비, 중인 출신 청년들과 함께 훈련을 받는 서재필을 보고 강한 인상을 받게 된다. 그러나 갑신정변의 실패로 조선의 개혁에 대한 그의 기대는 곧 냉소와 증오로 변하게 된다.
1880년부터 그는 일본을 방문하는 조선인 청년에게 부국강병론과 신분 제도와 문벌 특권층의 타파 등을 역설하였다. 그는 김옥균, 서재필, 윤치호, 유길준 등의 청년들이 조선을 개혁할 수 있으리라 확신하였다.
1881년 조선은 일본의 개화 문명을 배우겠다며 젊은 관료들이 참여한 ‘조사시찰단’을 파견해 일본인들의 관심을 끌었다. 또 후쿠자와 유키치가 발행하는 지지신보(時事新報) 등 일본 신문에 조선의 수구당과 개화당의 갈등이 자주 소개되는 등 조선에 대한 일본 대중의 관심이 높아지던 상황이었다. 후쿠자와는 일본이 선도자가 되어 조선과 중국, 베트남의 개혁과 계몽을 이끌어내야 한다는 이상론에 따라 조선의 춘향전, 별주부전, 흥부전 등의 작품들을 자신의 지지신보와 다른 잡지 등을 통해 일본에 적극 소개하기도 했다.
후쿠자와의 권고로 니카라이 도스이는 조선의 소설 춘향전을 필두로 조선의 전설들을 일본어로 번역하여 아사히 신문에 기고한다. 신문소설가로 한때 이름을 날렸던 나카라이 도스이는 1882년 6월 ‘계림정화 춘향전’을 아사히 신문에 20회 연재해 큰 인기를 끌었다. 이는 일본에서 발표된 한글 고전문학 번역본의 효시로 손꼽힌다. 나카라이는 '계림정화 춘향전'의 역자 서문에서 “조선의 풍토와 인정에 대한” 정보제공을 꾀했고, 이것이 “통상무역을 원활하게 하는 데 있어 무엇보다 필요하다”고 생각했기 때문이라고 밝혔다.
후쿠자와는 일본이 주변국의 개화와 개혁을 지원해야 함을 역설했다. 그는 "조선국은(…) 미개하므로 이를 유인하고 이끌어야 하며, 그 인민 정말로 완고하고 고리타분하므로 이를 깨우치고(…) 끝내 무력을 사용해서라도 그 진보를 도와야 한다."(1882.3)라고 주장하였다. 그는 갑신정변이 터지자 프랑스 잠수함에 일본 자유당의 일본 민병대라도 지원하자고 일본 조정과 주일 프랑스 공사관에 건의했지만 이토 히로부미의 반대로 무산된다. 한편 갑신정변의 실패로 조선의 개혁은 어려울 것이라고 전망하였다. 그러나 갑신정변 직후 일부 개화파 인사들이 가혹한 형벌을 받고, 가족들은 연좌제로 처단당하는 것을 보면서 조선에 대한 기대감은 경멸과 증오로 변모하였다.
| “ | 조선 인민 일반의 이해 어떤지를 논할 때는 멸망이야말로 오히려 그들의 행복을 크게 하는 방편이다"(1885.8.13) | ” |

갑신정변 관련자들의 처형과 도피 직후 그는 조선독립당의 처형(朝鮮独立党の処刑)이라는 글을 발표하는 한편 조선의 야만적인 형벌을 비인도적이라며 규탄하였다. 1885년 3월 16일에는 시사신보에 '탈아론'을 발표하였다. 이어 1885년 8월에는 지지신보의 사설을 통해 "조선 인민을 위하여 조선 왕국의 멸망을 기원한다'며 조선 정부를 규탄하였다. 그는 "인민의 생명도, 재산도 지켜주지 못하고, 독립 국가의 자존심도 지켜주지 않는 그런 나라는 오히려 망해 버리는 것이 인민을 구제하는 길이다."라며 어떤 나라가 조선을 점령하든 새로운 체제가 들어서든 당시의 조선왕국은 멸망하는 것만이 조선 백성들을 속박에서 풀어줄 수 있는 지름길로 내다봤다.
갑신정변 당시 관련자와 가족에 대한 연좌제는 후쿠자와 유키치와 이노우에 가오루 등을 비롯한 일본 지식인들에게 충격을 주었다. 결국 그는 부패하고 견고한 조선 체제의 '멸망이야말로 오히려 조선 인민들의 행복을 크게 하는 방편'이라고 냉소하게 된다.
한편 그는 조선의 지식인들에게 사상적 지주가 되었다. 김옥균, 박영효, 서광범, 이동인, 유길준, 서재필, 윤치호, 최남선, 이광수 등 쟁쟁한 구한말 한국 지식인들의 존경을 한몸에 받기도 했다.
갑신정변의 실패와 함께 갑신정변 관련자들에 대한 조선 정부의 혹형은 그에게 충격을 주었다. 갑신정변이 실패로 돌아간 이후 후쿠자와는 '조선 독립당의 처형'이라는 글을 게이오기주쿠에서 발행하던 신문 '시사신보'에 싣는다. 이 글은 갑신정변의 주모자를 처형하는 것은 어쩔 수 없으나 조선 정부가 죄 없는 부모, 조부모와 처 자식, 나이 어린 손자까지 처형하는 것은 결코 용서할 수 없는 야만이라고 맹렬하게 비판한 글이었다.

### 후쿠자와 유키치의 7심훈
그는 7개의 가르침이라는 것을 남겼다. 이는 메이지 시대와 다이쇼 시대의 젊은이들에게 하나의 시대정신(時代精神)으로 인식되었으며, 근현대 일본의 명언이자 잠언의 하나로 알려졌다. 후쿠자와 유키치가 만들었다고 알려져 있으나 실제로는 작자불명의 위작이다. 「후쿠자와 심훈」、「후쿠자와 유키치옹 심훈」、「후쿠자와 칠훈 칠칙」、「유키치 심훈」、「심훈」、「칠칙」등으로 불린다.

1. 세상에서 가장 즐겁고 멋진 것은 일생을 바쳐 할 일이 있다는 것이다.
2. 세상에서 가장 비참한 것은 인간으로서 교양이 없는 것이다.
3. 세상에서 가장 쓸쓸한 것은 할 일이 없는 것이다.
4. 세상에서 가장 추한 것은 타인의 생활을 부러워하는 것이다.
5. 세상에서 가장 존귀한 것은 남을 위해 봉사하고, 결코 보답을 바라지 않는 것이다.
6. 세상에서 가장 아름다운 것은 모든 사물에 애정을 갖는 것이다.
7. 세상에서 가장 슬픈 것은 거짓말을 하는 것이다.— 후쿠자와 유키치의 7심훈

후쿠자와 유키치는 거짓말을 하면서 진실을 왜곡하면 유지할 수 없는 그런 인간관계는 비참한 인간관계라고 역설하였다. 그는 항상 참되고 진실하고 성실할 것을 주창하였다. 또한 후쿠자와 유키치는 인생의 주인은 자신이라며 최종 결정은 자기 스스로 내려야 함을 강조하였다.

## 평가

### 긍정적 평가
서양문명의 충격 속에 일본을 주권적 국민국가로 만들기 위한 정신적 토대를 만든 위대한 사상가로 평가된다.
일본에서는 ‘근대화의 아버지’로 간주되지만, 반대로 대한민국과 중국에서는 제국주의 침략을 부르짖은 탈아론으로 잘 알려져 있으며, 제국주의를 정당화하는 오늘날 일본 우익의 뿌리로 평가된다. 그는 갑신정변 이후인 1885년 3월 16일자 일본의 《시사신보》(일본어: 時事新報)의 사설을 통해, 일본의 ‘탈아’(脫亞), 즉 아시아 탈피를 부르짖으며, “중국과 조선을 클리어(청소)해야 한다.”라고 주장 하였고, 그해 8월 13일자에 “조선 인민을 위해서 그 나라의 멸망을 축하한다”라는 제목의 기사를 싣기도 했다.
그는 개인과 국가의 자주 독립을 위해서는 서양 문명의 도입이 급선무라고 하며, 영국의 입헌정체(立憲政體) 실천을 주장하였다. 후쿠자와의 대표적인 명언은 ‘독립자존’으로 그의 계명이기도 했다. 이 의미는 심신을 독립시키고 자기자신을 존중하며, 품위를 지키는 것이다. 또 베스트셀러가 된 《서양사정》이나 《문명론의 개략》 등의 저서를 발표하여 메이지 유신 이후의 일본이 중화사상, 유교정신에서 탈피하여 서양문명을 좀 더 적극적으로 받아들이는 흐름을 만들었다.
후쿠자와는 회계학의 기초가 되는 복식부기를 일본에 소개하였다. 또한 일본에 근대 보험 제도를 소개한 것도 후쿠자와다. 후쿠자와는 《서양안내서》에서 “재난청합”이라는 표현을 사용하여 생애청합(생명보험), 화재청합(화재보험), 해상청합(손해보험)의 3종류의 재난청합을 소개·설명하였다.
메이지 유신 이후 관계 진출 권유를 거절하고 언론과 대학을 세워 오직 일본정신의 근대화를 위한 계몽사상가로 활동해 일본인들이 존경을 보내고 있다.

### 부정적 평가
그의 ‘탈아’이론이 일본을 군국·제국주의와 전쟁으로 몰아넣었고 원폭피해를 당하게 만들었다는 비판도 존재한다.

## 은행권

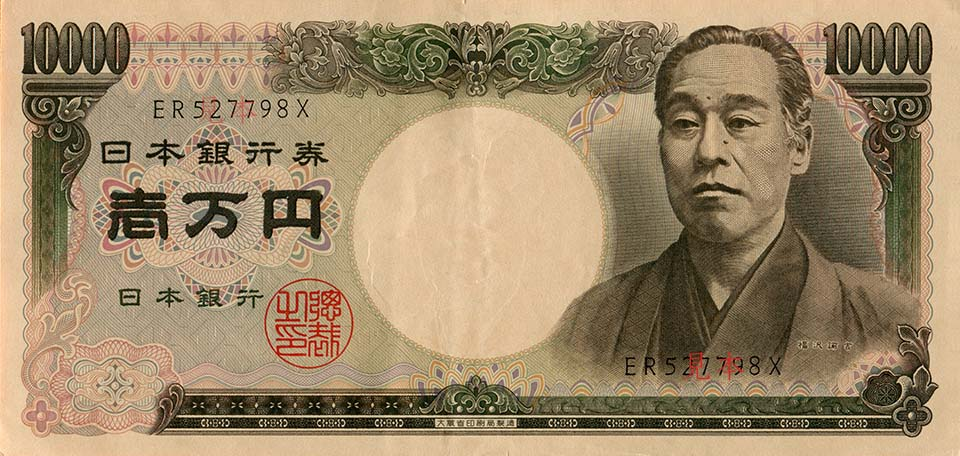
D호권 10,000엔 앞면(1984~2007)
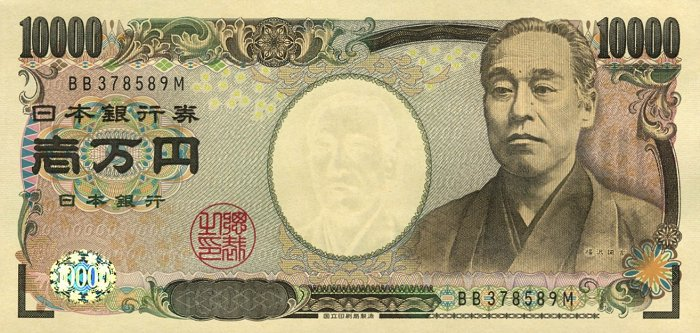
E호권 10,000엔 앞면

후쿠자와 유키치는 ‘10000엔 지폐의 얼굴’로 많이 알려져 있다. 하지만 전쟁 후 지폐에 인쇄될 인물은‘민주주의에 공헌한 일본인’으로 여겨진 이타가키 다이스케로 정해져 있었고, 후쿠자와는 자유민권운동을 반대하고 있었다. 그는 법리(法利)에 대한 일반의 자유 중시를 일국의 독립과 결부시키고 있다. 이는 그가 민권, 인권보다 국권, 국법을 우선시 할 수 있는 가능성이 있음을 말해준다.
일본 군국주의의 이론적 발판이자, 역사 교과서 왜곡을 주도하고 있는 일본 우익의 이념적 원류라는 부정적인 평가도 있다.

## 명언
- 내 생각만으로 남을 평가, 판단해서는 안된다.
- 가정은 습관의 학교이고, 부모는 습관의 교사이다.
- 내가 잘못한 일을 깨닫고, 고치는 것은 훌륭한 일이 아닐 수 없다.
- 해 보지도 않고, 될지 안 될지 의심부터 하지말라!
- 스스로 벌어서 먹고 사는 것이야말로, 인생 독립의 근본.
- 결혼이 인생에 있어 중대한 일이라면, 배우자 선택은 그중 가장 중요한 일이다.
- 다른 사람에게 민폐를 끼치지 않는 범위 안에서 내 자유가 있다.
- 세상에서 가장 아름다운 일은, 모든 사물에 애정을 갖는 것이다.
- 세상에서 가장 즐겁고 멋진 일은, 평생을 바쳐 할 일을 갖고 있는 것이다.
- 내가 당한 경멸과 창피함을, 다른 사람에게 화풀이하는 것은 어리석은 일!
- 정치를 한다는 건, 죄를 더 짓느냐 덜 짓느냐의 선택이다.
- 법이란 「단순히 엄해야」한다.
- 펜은 칼보다 강하다.
- 세상에서 제일 가치있는 일은, 남을 위해 봉사·헌신하되, 보답을 바라지 않는 것이다.
- 노력은 천명까지도 바꾼다.

## 기타
그는 1890년대 후반 조선의 멸망을 예견하였다. 그러나 그 조선을 멸망시키는 것이 일본이라고는 예상하지 못했다. 그에 의하면 조선 정부가 외국의 침입으로부터 자국민을 보호하지 못하며, 지배층은 국민의 권익 보호에 관심이 없다. 그리고 일반 백성들 조차도 부패와 탐욕, 위법 행위를 자행하는 등 내부적으로도 심각하게 부패해 있다고 지적했다. 후쿠자와는 조선의 멸망은 어쩔수 없는 것으로, 부패한 정권과 척족, 무능한 관리들의 세습과 부정부패판인 정부의 멸망은 당연한 것이며, 머지 않은 조선의 멸망을 축하한다는 투의 논설 〈조선 인민을 위해서 그 나라의 멸망을 축하한다〉(朝鮮人民のために其国の滅亡を賀す)를 남겼다.
후쿠자와에 대한 흠모와 열정으로 ‘조선의 후쿠자와’를 자처한 춘원 이광수 역시 후쿠자와와 마찬가지로 조선의 계몽사상가로,언론인으로,대문장가로 활동하면서 특히 우리 민족의 열등성을 강조한 ‘민족개조론’를 쓰기까지 했는데 여기에 후쿠자와의 영향이 그대로 나타난다.

## 같이 보기
- 탈아론
- 흥아론
- 요시다 쇼인
- 와타나베 도시오 (경제학자) - '신탈아론'의 저자

## 관련 자료
- '탈아론' 후쿠자와 유키치, 침략의 원흉만은 아니다! 프레시안 2010.11.26
- [문화단신] 후쿠자와 유키치 사상 토론회
- [어제의 오늘] 1898년 후쿠자와 유키치 ‘지나인’ 사설 게재 경향신문 2010.03.21
- 26. 후쿠자와 유키치「문명론 개략」 한국경제 2009.07.17
- [자서전 읽기] (4) 후쿠자와 유키치 자서전 경향신문 2008.08.15
- [책읽기 365] 후쿠자와 유키치 ‘학문의 권장’ 경향신문 2007.09.27